# Innsbrucker Mittelgebirgsbahn
| Haltestelle Schönruh |                                                                                          |                                                         |                                                         |
| Kursbuchstrecke: | ehemals 449c (1939 und 1944/45)                                                          |                                                         |                                                         |
| Streckenlänge: | 8,362 km                                                                                 |                                                         |                                                         |
| Spurweite: | 1000 mm (Meterspur)                                                                      |                                                         |                                                         |
| Stromsystem: | 1936–1981: 1000 Volt = 1981–1985: 850 Volt = 1985–2009: 600 Volt = seit 2009: 900 Volt = |                                                         |                                                         |
| Maximale Neigung: | 46 ‰                                                                                     |                                                         |                                                         |
| Minimaler Radius: | 40 m                                                                                     |                                                         |                                                         |
| |                                                                                          |                                                         |                                                         |
| Eröffnung: | 27. Juni 1900                                                                            |                                                         |                                                         |
| Betreiber: | IVB                                                                                      |                                                         |                                                         |
| Bemerkungen: | 1936 elektrifiziert                                                                      |                                                         |                                                         |
| Land: | Österreich                                                                               |                                                         |                                                         |
| Bundesland: | Tirol                                                                                    |                                                         |                                                         |
| \| \| \| Straßenbahn Innsbruck \| \| \| \| 0,000 \| Bergisel (seit 2024 nur Richtung Igls) \| Bergisel (seit 2024 nur Richtung Igls) \| \| \| 0,200 \| Brennerbahn \| Brennerbahn \| \| \| 0,300 \| Sill Trientinerbrücke \| Sill Trientinerbrücke \| \| \| 0,400 \| Bretterkeller (seit 12. Mai 1989) \| Bretterkeller (seit 12. Mai 1989) \| \| \| 0,400 \| Fußgängersteg \| Fußgängersteg \| \| \| 0,700 \| Inntal Autobahn \| Inntal Autobahn \| \| \| 0,800 \| Brenner Autobahn \| Brenner Autobahn \| \| \| 0,900 \| Igler Straße (29 m)[2] \| Igler Straße (29 m)[2] \| \| \| 2,300 \| Tummelplatz (bis Mai 1992: Tummelplatz – Schloß Ambras) \| Tummelplatz (bis Mai 1992: Tummelplatz – Schloß Ambras) \| \| \| 2,500 \| Ambraser Tunnel (19 m)[3] \| Ambraser Tunnel (19 m)[3] \| \| \| 2,500 \| Schönruh (bis Mai 1992: Schloß Ambras) \| Schönruh (bis Mai 1992: Schloß Ambras) \| \| \| 4,200 \| Tantegert (bis 1901: Teutoburgerwald) \| Tantegert (bis 1901: Teutoburgerwald) \| \| \| 5,700 \| Aldrans \| Aldrans \| \| \| 6,300 \| Mühlsee (seit 26. Mai 1928, ehemals Mühltalsee) \| Mühlsee (seit 26. Mai 1928, ehemals Mühltalsee) \| \| \| 7,200 \| Lans-Sistrans (bis Jänner 1901: Lans) \| Lans-Sistrans (bis Jänner 1901: Lans) \| \| \| 7,600 \| Lanser See \| Lanser See \| \| \| 8,362 \| Igls Bahnhof \| 900 m ü. A. \| \| \| \| Wendeschleife \| \| |                                                                                          |                                                         |                                                         |
| U-Bahn-Strecke |                                                                                          | Straßenbahn Innsbruck                                   | Straßenbahn Innsbruck                                   |
| U-Bahn-Bahnhof | 0,000                                                                                    | Bergisel (seit 2024 nur Richtung Igls)                  | Bergisel (seit 2024 nur Richtung Igls)                  |
| U-Bahn-Kreuzung mit Eisenbahn geradeaus unten | 0,200                                                                                    | Brennerbahn                                             | Brennerbahn                                             |
| U-Bahn-Brücke über Wasserlauf | 0,300                                                                                    | Sill Trientinerbrücke                                   | Sill Trientinerbrücke                                   |
| U-Bahn-Haltepunkt / Haltestelle | 0,400                                                                                    | Bretterkeller (seit 12. Mai 1989)                       | Bretterkeller (seit 12. Mai 1989)                       |
| U-Bahn-Strecke mit Straßenbrücke | 0,400                                                                                    | Fußgängersteg                                           | Fußgängersteg                                           |
| | 0,700                                                                                    | Inntal Autobahn                                         | Inntal Autobahn                                         |
| | 0,800                                                                                    | Brenner Autobahn                                        | Brenner Autobahn                                        |
| U-Bahn-Tunnel | 0,900                                                                                    | Igler Straße (29 m)                                     | Igler Straße (29 m)                                     |
| U-Bahn-Haltepunkt / Haltestelle | 2,300                                                                                    | Tummelplatz (bis Mai 1992: Tummelplatz – Schloß Ambras) | Tummelplatz (bis Mai 1992: Tummelplatz – Schloß Ambras) |
| U-Bahn-Tunnel | 2,500                                                                                    | Ambraser Tunnel (19 m)                                  | Ambraser Tunnel (19 m)                                  |
| U-Bahn-Haltepunkt / Haltestelle | 2,500                                                                                    | Schönruh (bis Mai 1992: Schloß Ambras)                  | Schönruh (bis Mai 1992: Schloß Ambras)                  |
| U-Bahn-Bahnhof | 4,200                                                                                    | Tantegert (bis 1901: Teutoburgerwald)                   | Tantegert (bis 1901: Teutoburgerwald)                   |
| U-Bahn-Haltepunkt / Haltestelle | 5,700                                                                                    | Aldrans                                                 | Aldrans                                                 |
| U-Bahn-Haltepunkt / Haltestelle | 6,300                                                                                    | Mühlsee (seit 26. Mai 1928, ehemals Mühltalsee)         | Mühlsee (seit 26. Mai 1928, ehemals Mühltalsee)         |
| U-Bahn-Haltepunkt / Haltestelle | 7,200                                                                                    | Lans-Sistrans (bis Jänner 1901: Lans)                   | Lans-Sistrans (bis Jänner 1901: Lans)                   |
| U-Bahn-Haltepunkt / Haltestelle | 7,600                                                                                    | Lanser See                                              | Lanser See                                              |
| U-Bahn-Bahnhof | 8,362                                                                                    | Igls Bahnhof                                            | 900 m ü. A.                                             |
| |                                                                                          | Wendeschleife                                           |                                                         |

Als Innsbrucker Mittelgebirgsbahn – umgangssprachlich auch Mittelgebirgsbahn, Igler, Sechser oder Waldstraßenbahn, seit Juni 2024 als Waldbahn vermarktet – wird die heutige Linie 6 der Innsbrucker Straßenbahn bezeichnet. Die 8,362 Kilometer lange meterspurige Überlandstraßenbahn war ursprünglich als Kleinbahn konzessioniert. Sie erschließt den Paschberg, südöstlich von Innsbruck am Mittelgebirge gelegen, welches der Bahn ihren Namen gab. Die Strecke wurde 1900 eröffnet und verbindet seither den Innsbrucker Stadtteil Wilten mit den Ortschaften Aldrans, Lans, Sistrans und Igls. Früher ein wichtiges Nahverkehrsmittel, ist sie heute zudem eine Ausflugsbahn in das beliebte städtische Naherholungsgebiet. In früheren Jahren wurden die Kurse von und nach Igls mehrfach bis in die Innenstadt durchgebunden. Im Juni 2024 wurde der innerstädtische Verkehr der Linie 6 wieder aufgenommen. Sie verkehrt nun stündlich über den Bergisel-Bahnhof und durch die Museumsstraße zur Endstation Mühlauer Brücke.

## Geschichte

### Planung und Bau

„Igler“-Lokomotive 1

Ende des 19. Jahrhunderts entwickelte sich das Dorf Igls am Innsbrucker Mittelgebirge zu einem beliebten Reiseziel von Touristen und Ausflugsziel der Innsbrucker Bevölkerung. Allerdings führte nur ein steiler Feldweg von Innsbruck hinauf auf das Plateau des Mittelgebirges. So kamen bereits 1886 erste Gedanken auf, eine elektrische Schmalspurbahn von der Maria-Theresien-Straße aus über Wilten nach Amras zu bauen und die Reisenden von dort mit einer Seilbahn auf das Plateau zu transportieren. Ein anderer Plan sah 1890 eine Zahnradbahn von Innsbruck über Amras, Aldrans und Igls auf den Patscherkofel vor.
1893 wollte die Localbahn Innsbruck–Hall i. Tirol (L.B.I.H.i.T.) vom Bergiselbahnhof aus die Strecke bis zum Schloss Ambras verlängern. Für die Weiterführung nach Igls gab es mehrere Varianten. Die erste ging vom Schloss aus weiter über Vill und den Lanser See nach Igls und die zweite über Lans und Sistrans nach Igls. Allerdings stellte sich bald heraus, dass die erste Variante zu lang geworden wäre und auch die anderen Dörfer nicht berührt hätte.
Im Frühsommer 1896 erhielt die Stadtgemeinde Innsbruck vom k.k. Eisenbahnministerium die für ein Jahr geltende Bewilligung zur Vornahme technischer Vorarbeiten für eine schmalspurige Bahn niederer Ordnung mit Dampf- oder elektrischem Betrieb von Innsbruck aus über Schloss Ambras, Ampass, Aldrans und Lans nach Igls. Die endgültige Streckenplanung übernahm Ingenieur Josef Riehl. Dass die Strecke nur durch das Ampasser Gemeindegebiet führen, dort aber kein Haltepunkt errichtet werden solle, stand bereits fest. Um den angestrebten Stundentakt einhalten zu können, schlug Riehl noch vor, dass die Strecke nicht durch Aldrans führen, sondern nur den Ort berühren solle. Schließlich begann man im August mit den Bauarbeiten für die Trasse.
Da die Fahrzeuge im Bergiselbahnhof der L.B.I.H.i.T. untergestellt werden sollten, musste dort auch noch die Remise erweitert werden. In Igls wurde auch ein Lokschuppen errichtet, in dem entweder eine Dampflokomotive oder zwei Beiwagen Platz fanden. Des Weiteren war der Bahnhof Igls zweigleisig, so dass die Lokomotive umsetzen konnte.

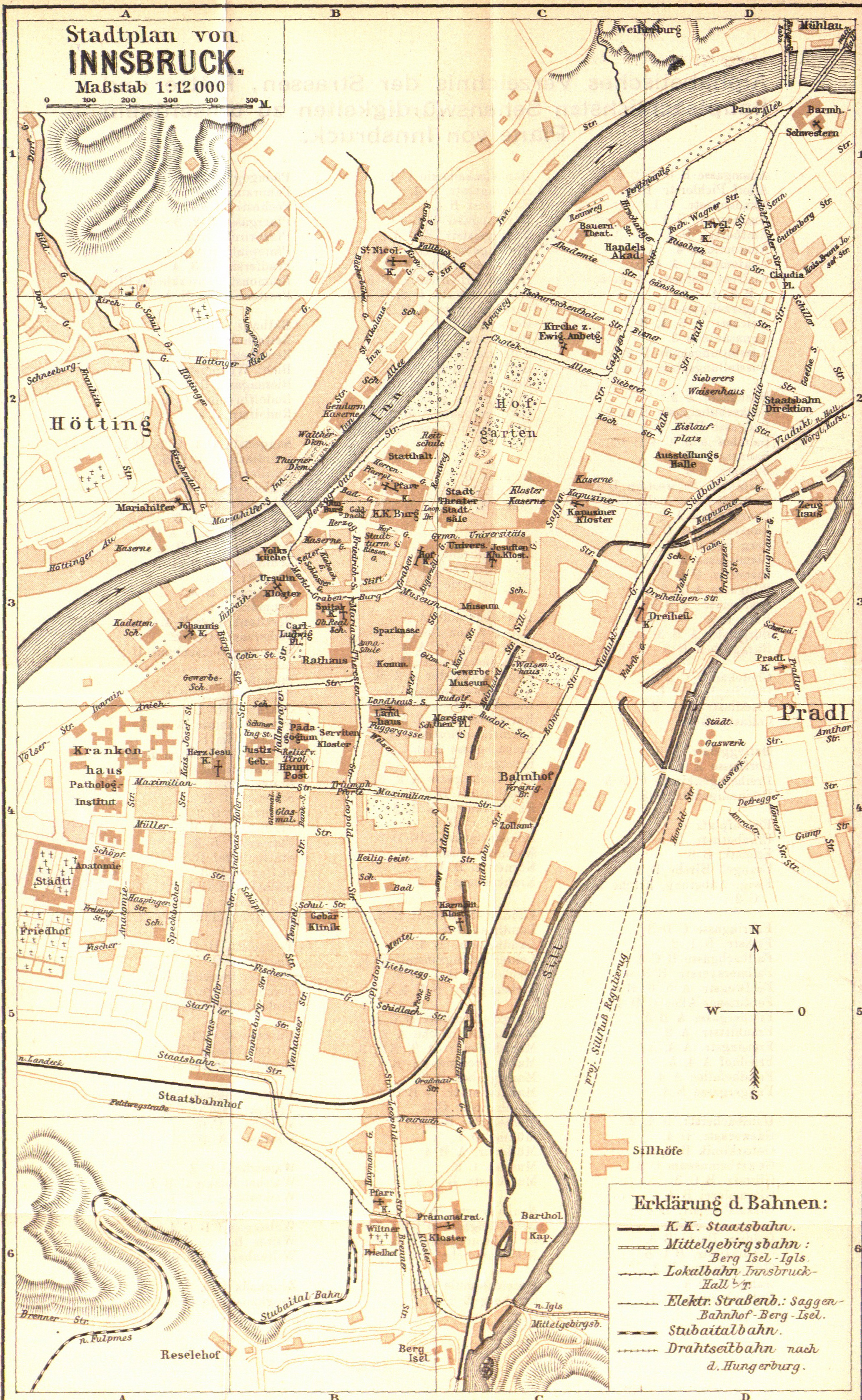
Stadtplan von Innsbruck, circa 1910 (Ausgangspunkt Bergisel im Süden)

Im Jänner 1900 bekam die Stadtgemeinde Innsbruck die Konzession erteilt, worauf die Bauarbeiten umgehend begannen. Diese verliefen reibungslos, allerdings wurde die Sillbrücke erst später geliefert, da die Arbeiter des Herstellers streikten. Ingenieur Riehl ließ daraufhin die Behelfsbrücke verstärken, so dass der Betrieb rechtzeitig aufgenommen werden konnte. Mitte Juni 1900 waren die Bauarbeiten dann abgeschlossen.
Die Gesellschaft Innsbrucker Mittelgebirgsbahn, abgekürzt I.M.B., gehörte zur Gänze der Stadt Innsbruck. Die Betriebsleitung oblag der L.B.I.H.i.T.

### Betrieb

#### Dampfbetrieb (1900–1936)

##### Die Anfänge (1900–1914)
Am 27. Juni 1900 wurde die Bahn schließlich einer officiellen Eröffnungsfahrt vom Rathaus in der Maria-Theresien-Straße nach Igls am Nachmittag und um 19:30 Uhr von Igls nach Innsbruck zurück eröffnet. Eine größere Feier war anlässlich der Eröffnung nicht vorgesehen. Mit dem Folgetag war die Strecke für den regelmäßigen Verkehr freigegeben. Zu diesem Zeitpunkt standen ihr zwei Dampflokomotiven sowie zwölf Beiwagen und vier Güterwagen zur Verfügung. Die Bahn war nur im Sommerhalbjahr von Anfang April bis Ende September geöffnet. 1901 wurde die Haltestelle Teutoburgerwald in Tantegert umbenannt und die dritte Dampflok geliefert. Die Bekanntheit der Bahn war bereits 1902 enorm. So lässt sich zum Beispiel nachweisen, dass Fahrgäste des Norddeutschen Lloyds 30 Prozent Ermäßigung auf Fahrkarten erhielten. Dies zeigt, wie weit die Ruf der Bahn reichte. Die Schwellen der Mittelgebirgsbahn waren nicht imprägniert, so dass 1903 erste Schwellen getauscht werden mussten, da sie bereits recht vermodert waren. Da das Gütertransportaufkommen stetig stieg, beschloss man 1904, einen dritten geschlossenen Güterwagen zu beschaffen. Mit Anfang Juli 1906 wurden versuchsweise Gepäck- sowie bis 100 Kilogramm schwere Frachtstücke im eigenen Güterwagendienst nach Igls befördert.  Ab 1912 wurden an Wochenenden und Feiertagen erstmals im Winter Züge für die Wintersportler nach Igls geführt.

##### Der Erste Weltkrieg (1914–1918)
Im Ersten Weltkrieg wurden die Lokomotiven 2 und 3 der Mittelgebirgsbahn für einen kurzen Zeitraum im Jahr 1915 an die Trient-Malè-Bahn verliehen, da an der Front Mangel an Ersatzteilen für die dortigen Gleichstromtriebwagen herrschte. Da das Heereskommando 1916 von Südtirol nach Igls übersiedelt war, stieg das Transportaufkommen auf der Mittelgebirgsbahn dermaßen stark an, dass sogar ein Beiwagen für den Gütertransport freigegeben wurde. Ende 1918 wurde die Lokomotive 3 erneut an die Trient-Malè-Bahn verliehen, wo sie nach dem Krieg auch verschrottet wurde.

##### Nachkriegszeit (1918–1930)

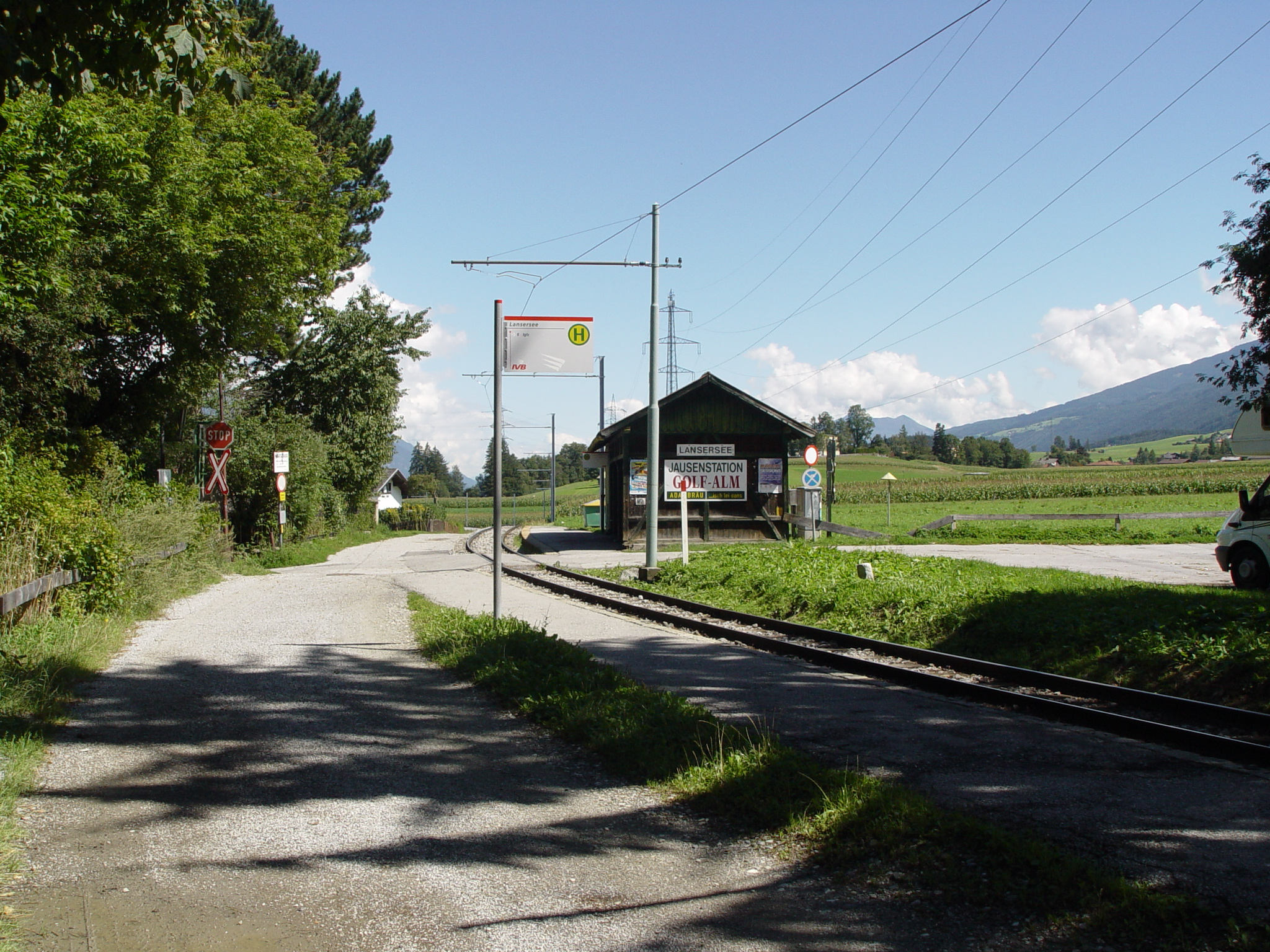
Haltestelle Lanser See

Nach dem Krieg mussten die Fahrten auf der Mittelgebirgsbahn wegen akuten Kohlemangels in Österreich eingeschränkt werden. Überzählige Beiwagen wurden an die L.B.I.H.i.T. verliehen, welche zu diesem Zeitpunkt bereits elektrisch betrieben wurde und unter Wagenmangel litt. 1920 wurde die Strecke bis zur Sillbrücke elektrifiziert, um dort mit Schnee, der bei der Schneeräumung in der Stadt anfiel, beladene Güterwagen zu entladen. 1921 wurde mit Torfgewinnung am Viller Moor begonnen, wozu man eine Stichstrecke zum Moor baute. Ab 1923 wurden wieder Wintersportzüge an Wochenenden geführt und zusätzlich wurden nun die Züge der Mittelgebirgsbahn in die Maria-Theresien-Straße verlängert. Dazu rüstete man einige Beiwagen mit einer Solenoidbremse und elektrischer Beleuchtung aus. Die Beiwagen wurden von einem Stadttriebwagen von der Maria-Theresien-Straße aus zum Bergiselbahnhof gezogen, wo die Fahrgäste dann in den bereitstehenden Dampfzug nach Igls umsteigen konnten. Im März 1927 kaufte die L.B.I.H.i.T. die I.M.B. rückwirkend zum 1. Jänner, um der wachsenden Konkurrenz des Automobils besser standhalten zu können. Es wurde nun auch überlegt, die Strecke vollkommen zu elektrifizieren. Ebenfalls im Jahr 1927 vollbrachte die Bahn ihr logistisch größtes Meisterstück, als sie das 150 Tonnen schwere Tragseil der Patscherkofelbahn nach Igls brachte. Mitte 1928 wurde die Haltestelle beim Mühlsee, einem beliebten Badesee, eröffnet.

##### Vorbereitung auf die Elektrifizierung (1930–1936)
Mitte 1933 wurde eine Probefahrt mit dem auf vier Motoren aufgerüsteten Haller Triebwagen Nummer 4 auf der Stubaitalbahn durchgeführt, um herauszufinden, wie dieser sich auf Bergstrecken bewährte. Trotzdem wurde die Elektrifizierung noch hinausgeschoben, da die Konkurrenz der Autobusunternehmen schon sehr groß war. 1935 wurden die Gelder schließlich gesichert, und ein weiterer Triebwagen der L.B.I.H.i.T. (Nummer 3) wurde für den Bergbetrieb umgebaut. Die AEG übernahm die Planung der Elektrifizierung. Vorgesehen war, gleich wie auf der Strecke nach Hall mit 1000 Volt Gleichspannung zu fahren. Die Einspeisung sollte in Innsbruck beim Sillkanal erfolgen. Anfang 1936 begannen die Bauarbeiten an der Oberleitung. Zusätzlich musste das Lichtraumprofil des Amraser Tunnels erweitert werden. Da mit einem hohen Spannungsabfall zu rechnen war, wurde noch eine zusätzliche Speiseleitung durch den Wald gebaut, die in Tantegert und bei der Haltestelle Lans in die Oberleitung mündete. Mitte 1936 waren die Umbauten schließlich abgeschlossen.

#### Elektrischer Betrieb (seit 1936)

##### Ende der Dampfära (1936–1939)

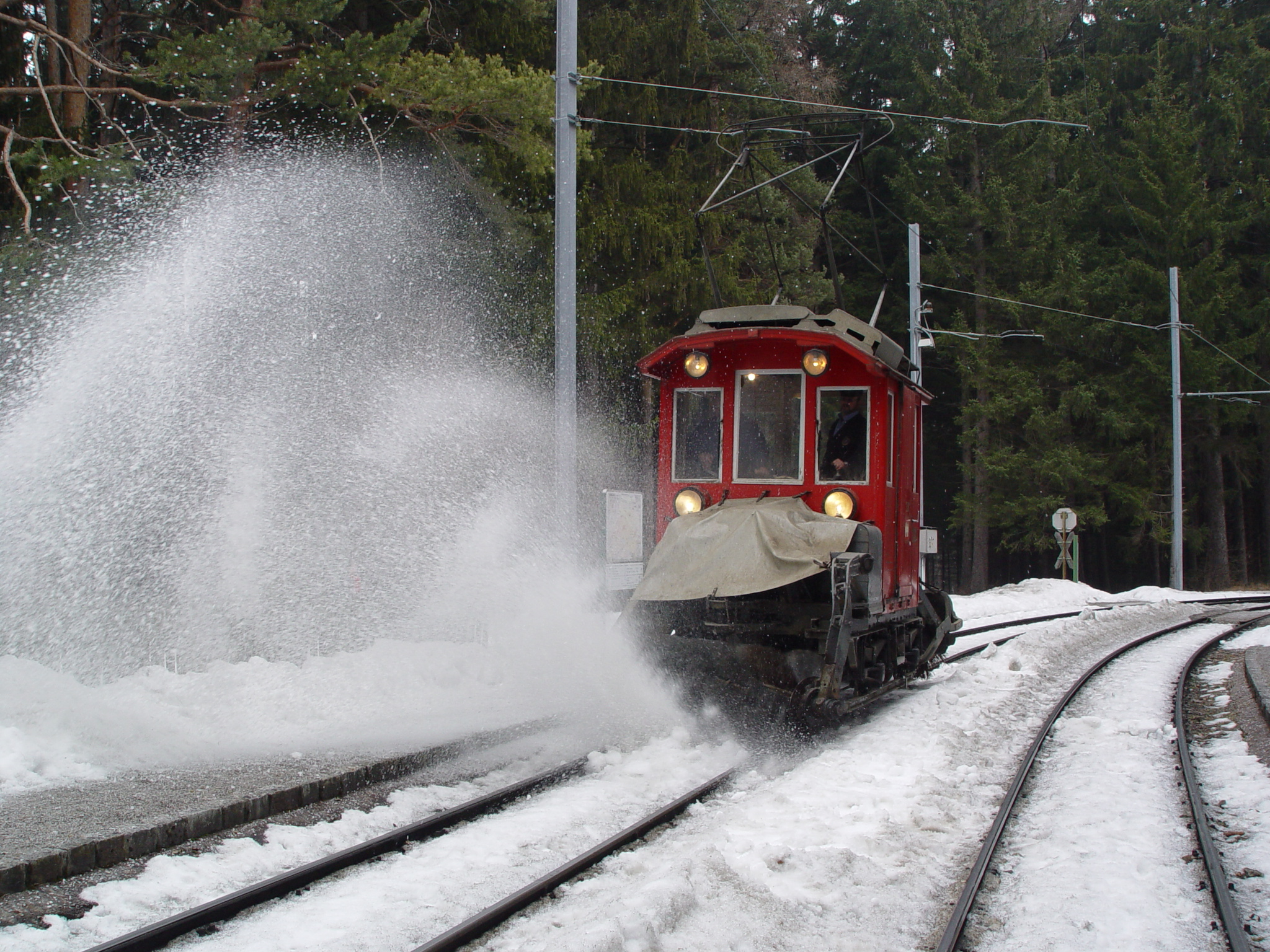
Schneekehre 200 im Einsatz auf der Igler

Am 28. Juni 1936 konnte schließlich der elektrische Betrieb auf der Mittelgebirgsbahn aufgenommen werden. Die Strecke wurde als Linie 6 in das Stadtnetz integriert, fortan fuhren fast alle Kurse in die Innenstadt. Dies hatte den Vorteil, dass die Passagiere beim Bergisel nicht mehr umsteigen mussten.
Nach und nach wurden auch die restlichen Beiwagen für den elektrischen Betrieb umgerüstet. Damals betrug die Reisezeit nur noch knapp über 20 Minuten. Nach dem Juliabkommen vom 11. Juli 1936 wurde die Tausend-Mark-Sperre wieder aufgehoben und das Fahrgastaufkommen stieg extrem. Pensionierte Fahrer mussten wieder eingestellt werden und ein weiterer Triebwagen (Nummer 2) wurde mit vier neuen Motoren ausgerüstet. Da durch den Krieg der Treibstoff rar wurde, hatte die Bahn bald wieder das Transportmonopol nach Igls. 1939 wurden auch die beiden Dampflokomotiven verkauft, da sich der elektrische Betrieb auf der Bergstrecke bewährt hatte. Damit war der Dampfbetrieb auf den Meterspurstrecken rund um Innsbruck endgültig beendet.
Ungeachtet ihres Status als Straßenbahn wurde die Mittelgebirgsbahn im Reichs-Kursbuch von 1944/45 als Elektrisch betriebene Schmalspurbahn aufgeführt, während im Sommerfahrplan 1939 nur auf den Elektrischen Betrieb hingewiesen wurde.

##### Zweiter Weltkrieg und Fahrgastanstieg (1939–1945)

Fahrschein aus der Zeit, als Österreich zum Deutschen Reich gehörte; Betreibergesellschaft ist mittlerweile die L.B.I.H.i.T.

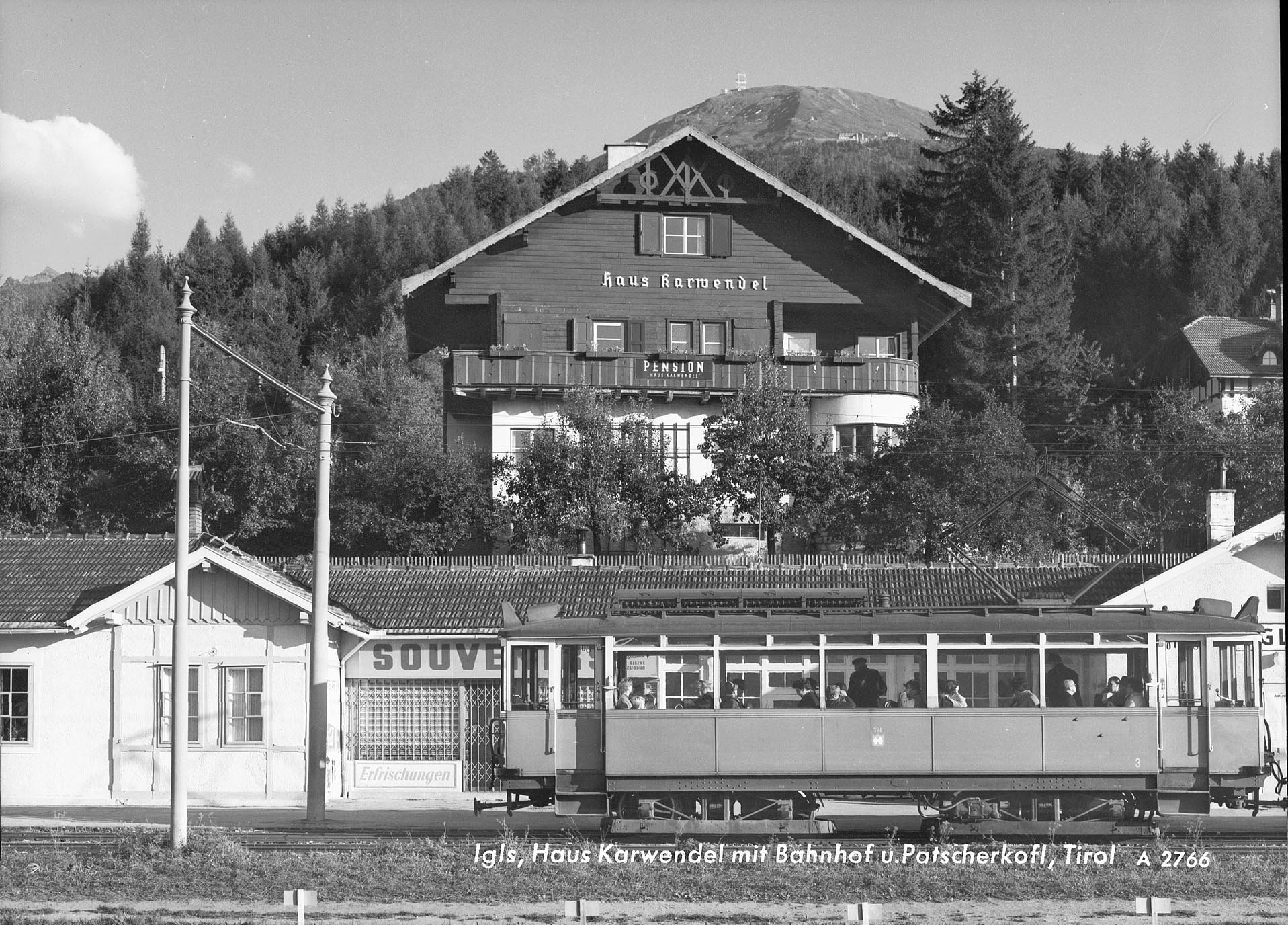
Triebwagen in Igls, 1962

Im Juli 1939 entgleiste ein bergwärts fahrender Zug unterhalb von Tantegert auf Grund eines „Lausbubenstreichs“. Im Dezember 1940 kam es zu einem folgenschweren Zusammenstoß zweier Züge mit vielen Verletzten in der Kehre unterhalb von Tantegert: Der talwärts fahrende Zug hatte den Befehl erhalten, im Bergiselbahnhof zu kreuzen, während der bergwärts fahrende Zug den Auftrag hatte, in Tantegert zu kreuzen. Die beiden Triebwagen waren vorübergehend nicht mehr einsatzfähig, womit nur noch ein 60-Minuten-Takt möglich war. Auch mussten zu diesem Zeitpunkt die Züge in die Innenstadt eingestellt werden. Zusätzlich kam es einige Wochen darauf auf der Strecke nach Hall zu einem Unfall, weshalb der Lokalbahngesellschaft nur noch fünf der acht Überlandtriebwagen zur Verfügung standen.
Um in Zukunft solche Unfälle zu vermeiden, wurde das Zugstabsystem eingeführt, das bis 1983 zur Anwendung kam. Dieses bestand aus einer blauen und einer gelben Kelle. Nur wenn ein Zug die gelbe Kelle hatte, durfte er sich im Bereich zwischen Bergisel und Tantegert aufhalten, und nur wenn er die blaue Kelle hatte, durfte er sich im Bereich zwischen Tantegert und Igls aufhalten. Bei der Zugskreuzung in Tantegert wurden die Kellen ausgetauscht, so dass es einem Zug nie erlaubt war, in die Strecke des jeweils anderen einzufahren, solange dieser nicht auch in Tantegert angekommen war.
Bis 1941 wurden zwei weitere Haller Triebwagen (7 und 8) mit den freigewordenen Motoren aus den Triebwagen 2 und 3 ausgestattet, so dass diese nun auch über vier Motoren verfügten, womit sie bei Wagenmangel auch auf der Igler Strecke zum Einsatz kamen. Auch wurden in diesem Jahr einige Streckenbegradigungen durchgeführt, und die L.B.I.H.i.T. wurde zusammen mit einigen Busunternehmen zu den Innsbrucker Verkehrsbetrieben (IVB) fusioniert. Im Zweiten Weltkrieg wurde die Mittelgebirgsbahn bedingt durch ihre Nähe zur Brennerbahn durch Bombentreffer stark in Mitleidenschaft gezogen. So wurde zum Beispiel einmal die Stromzufuhr zum Bergiselbahnhof gekappt, so dass die Bahn nicht mehr bis in den Bahnhof fahren konnte. Auch war die Strecke immer wieder im Bereich des Bahnhofs unterbrochen, so dass öfters bereits bei der Sillbrücke Endstation war. Nach dem Kriegsende begannen allerdings sofort Reparaturarbeiten, auch fuhren die Züge nun wieder bis in die Innenstadt.

##### Konkurrenz durch den Omnibus (1945–1977)

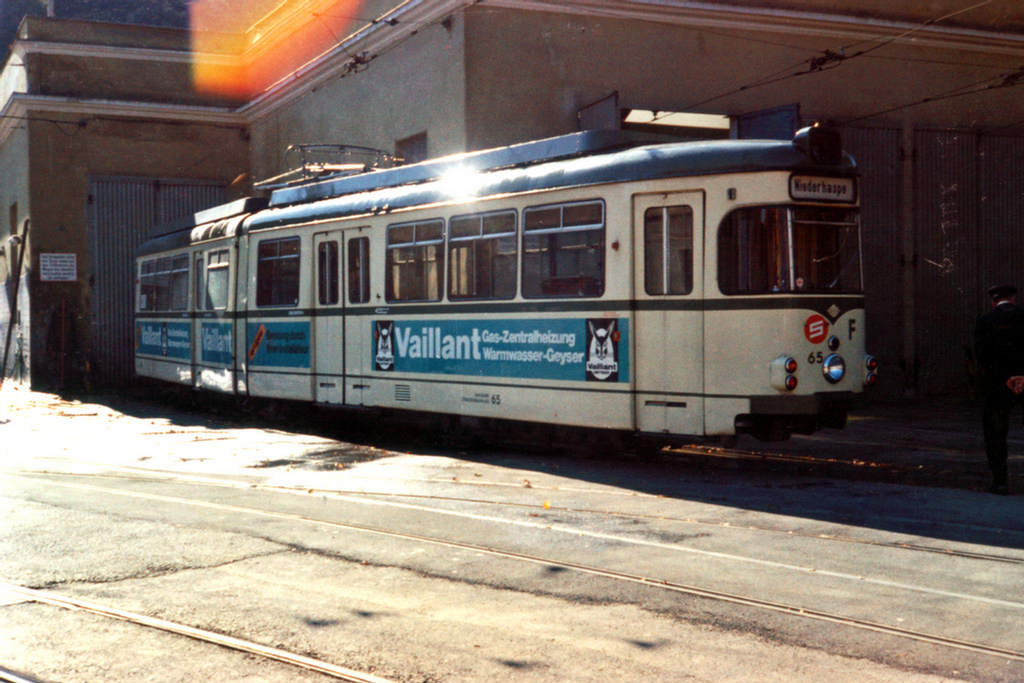
Fahrzeug kurz nach der Anlieferung 1976 im alten Bergiselbahnhof, noch im Hagener Farbschema und sechsachsig

1948 richteten die Innsbrucker Verkehrsbetriebe eine Omnibuslinie nach Igls ein, die der Mittelgebirgsbahn viele Fahrgäste wegnahm. Die Buslinie hatte den Vorteil, dass sie im Gegensatz zur Bahn die Ortskerne erschloss. In den nächsten 20 Jahren kam es immer wieder zu Streckenbegradigungen auf der Mittelgebirgsbahn, was den Fahrgastkomfort und die Fahrgeschwindigkeit erhöhte und den Verschleiß verminderte. Anfang der 1970er Jahre war die Linie 6 durch den Bau der Inntalautobahn von der Einstellung bedroht. Die Autobahn sollte an der Stelle gebaut werden, wo die Linie 6 über die Sill führte, und in weiterer Folge auch quer durch den Betriebshof verlaufen. Bei einer Befragung sprach sich die Bevölkerung allerdings dagegen aus. 1974 wurden die Strecke nach Hall aufgelassen und fünf der acht Triebwagen verkauft. So stand der Mittelgebirgsbahn nur noch ein kleiner Fuhrpark zur Verfügung. 1976 war die Linie ein weiteres Mal von der Einstellung bedroht. Die Bahn sollte durch moderne, gasbetriebene Busse ersetzt werden. Wieder protestierte die Bevölkerung erfolgreich dagegen.

##### Umstellung auf moderne Gelenktriebwagen (1977–1981)

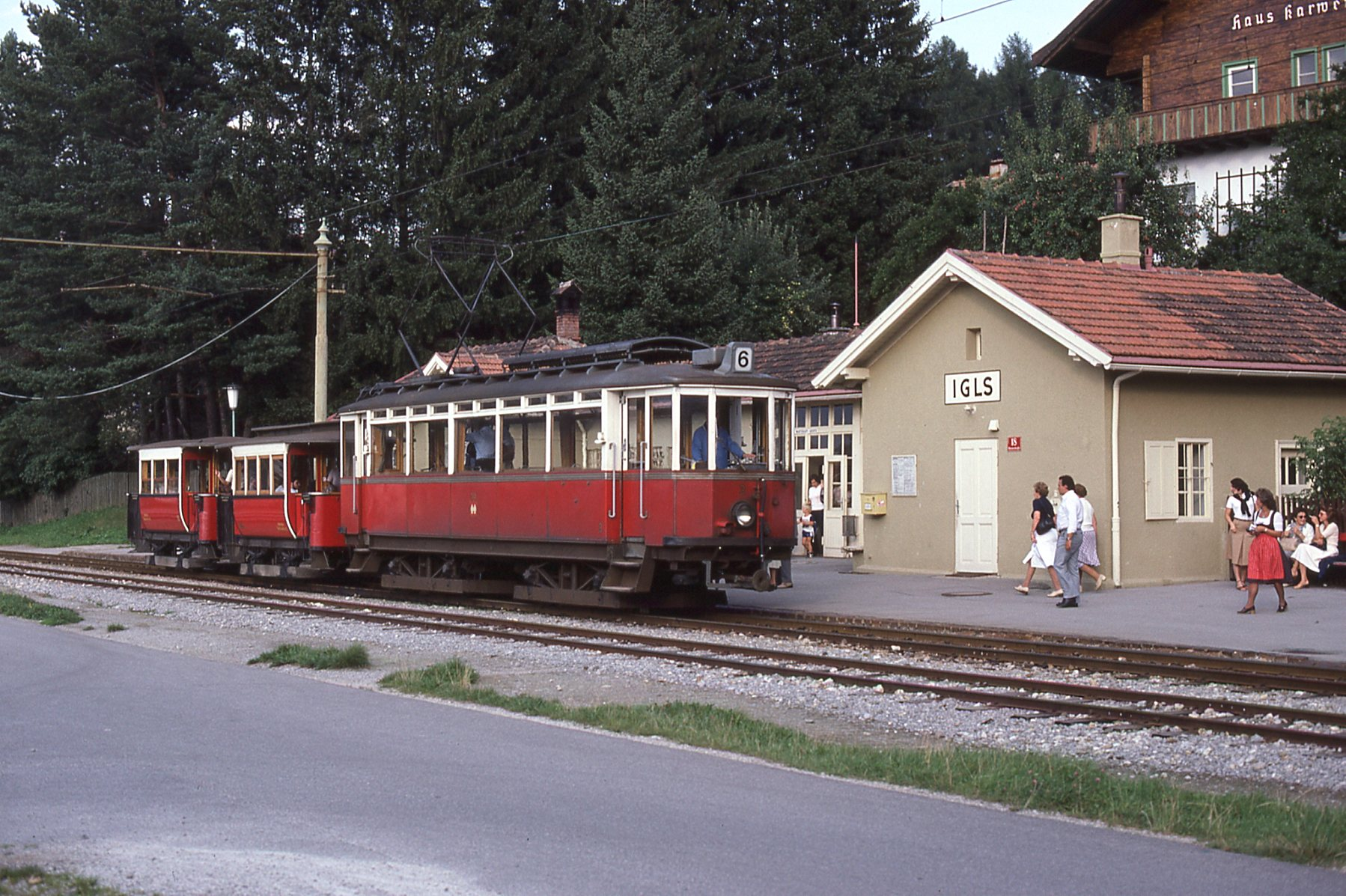
1977: ein Altbauzug der Mittelgebirgsbahn erreicht Igls

1977 wurde die Inntalautobahn schließlich gebaut, was zu einer Verlegung der Bahntrasse im Bereich der Sillbrücke führte. Die alte Brücke wurde abgetragen und durch eine neue ersetzt. Auch änderte man den Verlauf der Igler Straße, weswegen die Bahn diese nun unterquerte. Außerdem führten die Innsbrucker Verkehrsbetriebe mit modernen Gelenktriebwagen, die sie 1976 von der Hagener Straßenbahn gekauft hatten, erste Probefahrten nach Tantegert durch. Bis 1979 wurde der erste ehemalige Hagener bergtauglich gemacht. 1980 wurden die Gelenktriebwagen zusätzlich mit einem Mittelteil aus angekauften Triebwagen aus Bielefeld ausgerüstet. Im Februar 1981 konnten die damals 72 Jahre alten Holzkastenwagen aus dem Plandienst genommen werden, die seitdem nur noch als Arbeitsfahrzeuge dienen. Die Spannung auf der Strecke senkte man auf 850 Volt, da die neuen Wagen keine so hohe Spannung mehr benötigten. Auch wurde der nicht mehr benötigte Lokschuppen in Igls abgetragen.

##### Adaptierung für den Einrichtungsbetrieb (1981–1987)

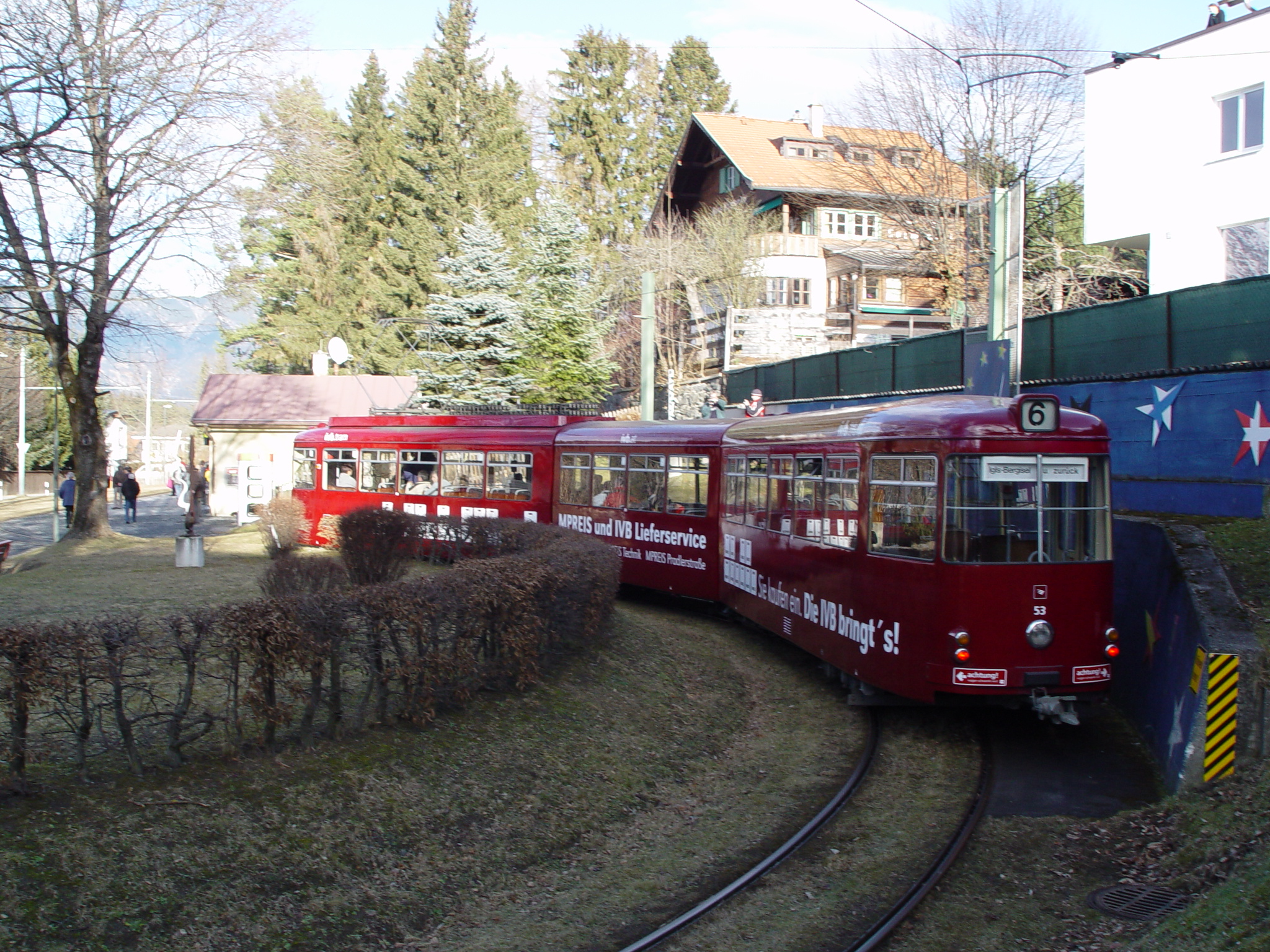
Triebwagen in der Wendeschleife Igls

Ab 1983 kamen die ehemaligen Hagener Triebwagen auch auf der Stubaitalbahn zum Einsatz. Allerdings waren zu wenig Fahrzeuge vorhanden, um beide Strecken effizient damit betreiben zu können. Eine Neuanschaffung gleichwertiger Fahrzeuge erwies sich vorerst als nicht möglich. Also beschloss man, auf der Igler mit den bereits vorhandenen Einrichtungswagen von der Straßenbahn Bielefeld zu fahren, was sich allerdings bis 1985 verzögerte, da noch einige Anpassungen nötig waren. Die Haltestellen mussten umgebaut werden, so dass auf beiden Seiten Bahnsteige vorhanden waren. Weiters mussten in Igls eine Wendeschleife und ein neues Unterwerk für 600 Volt gebaut werden, da die ehemaligen Bielefelder nicht so hohe Spannungen benötigten wie die ehemaligen Hagener. 1983 wurde auch das alte Zugstabsystem durch ein modernes Funkleitsystem ersetzt. 1985 konnte nach Fertigstellung der Schleife in Igls die Mittelgebirgsbahn auf Einrichtungsverkehr umgestellt werden. In Aldrans entstand ein weiteres Unterwerk. Die früher nur im Allerheiligenverkehr am 1. November bediente Haltestelle Tummelplatz, bis Mai 1992 Tummelplatz – Schloß Ambras genannt, wurde ab 1985 ständig von Planzügen bedient. Auch adaptierte man in diesem Jahr die Einrichtungstriebwagen für die Bergstrecke.

##### Linie 1 und Nostalgiefahrten (1987–1997)
Ab 1987 wurde die Igler wie schon in früheren Jahren wieder bis in die Innenstadt durchgebunden. Neu war jedoch die darüber hinausgehende Führung zur Hungerburgbahn-Talstation im Saggen, die bisherige Radiallinie wurde also in eine Durchmesserlinie umgewandelt. Die Linie 6 wurde dabei in den Fahrplan der Linie 1 integriert, das heißt für jede Fahrt einer Linie 6 von und zur Hungerburgbahn entfiel eine Fahrt der Linie 1 – unterm Strich blieb die Zahl der eingesetzten Kurse jedoch gleich, weil auf der Linie 6 ab diesem Zeitpunkt zwei Kurse eingesetzt wurden. In Richtung Igls waren diese „gemischten Kurse“ dabei bereits ab der Hungerburgbahn-Talstation als Linie 6 betafelt, auf dem Rückweg fuhr der Zug wieder als Linie 1 betafelt zur Hungerburgbahn. Diese Verknüpfung bewährte sich jedoch nicht, trotz des entfallenden Umstiegs am Bergiselbahnhof sanken die Fahrgastzahlen der Igler weiter. Infolgedessen beantragten die Innsbrucker Verkehrsbetriebe im Oktober 1996 die Einstellung der Igler Strecke.

##### Erneute Linienumstellung und Nostalgieverkehr (1997–2000)
Nachdem sich die Bevölkerung abermals gegen die Einstellung der Igler ausgesprochen hatte, veränderten die IVB 1997 erneut die Streckenführung der Linie 6, die Umlaufbindung mit der Linie 1 wurde damals wieder aufgehoben. Die Linie 6 verkehrte zwar auch weiterhin in die Innenstadt – jetzt jedoch zusätzlich zur Linie 1, dafür jedoch nur in der Sommersaison und nur noch bis in die Innenstadt, jedoch nicht mehr zur Hungerburgbahn. In der Wintersaison verkehrte die Igler fortan – wie schon bis 1987 – nur noch zwischen Bergisel und Igls. Um die „neue“ Linie zusätzlich attraktiv zu machen, fuhren die Tiroler MuseumsBahnen (TMB) ebenfalls von 1996 an im Sommer wöchentlich mit historischem Rollmaterial planmäßige Kurse nach Igls. Die in den Folgejahren bis 2004 sogar im täglichen Verkehr eingesetzten Nostalgiekurse wurden immer aus Kapazitätsgründen aus einem Igler Triebwagen, zwei Igler Beiwagen und dem Stubaier Güterwagen 32 (für den Fahrradtransport) gebildet.

##### Geplanter Niederflureinsatz (2000–2008)

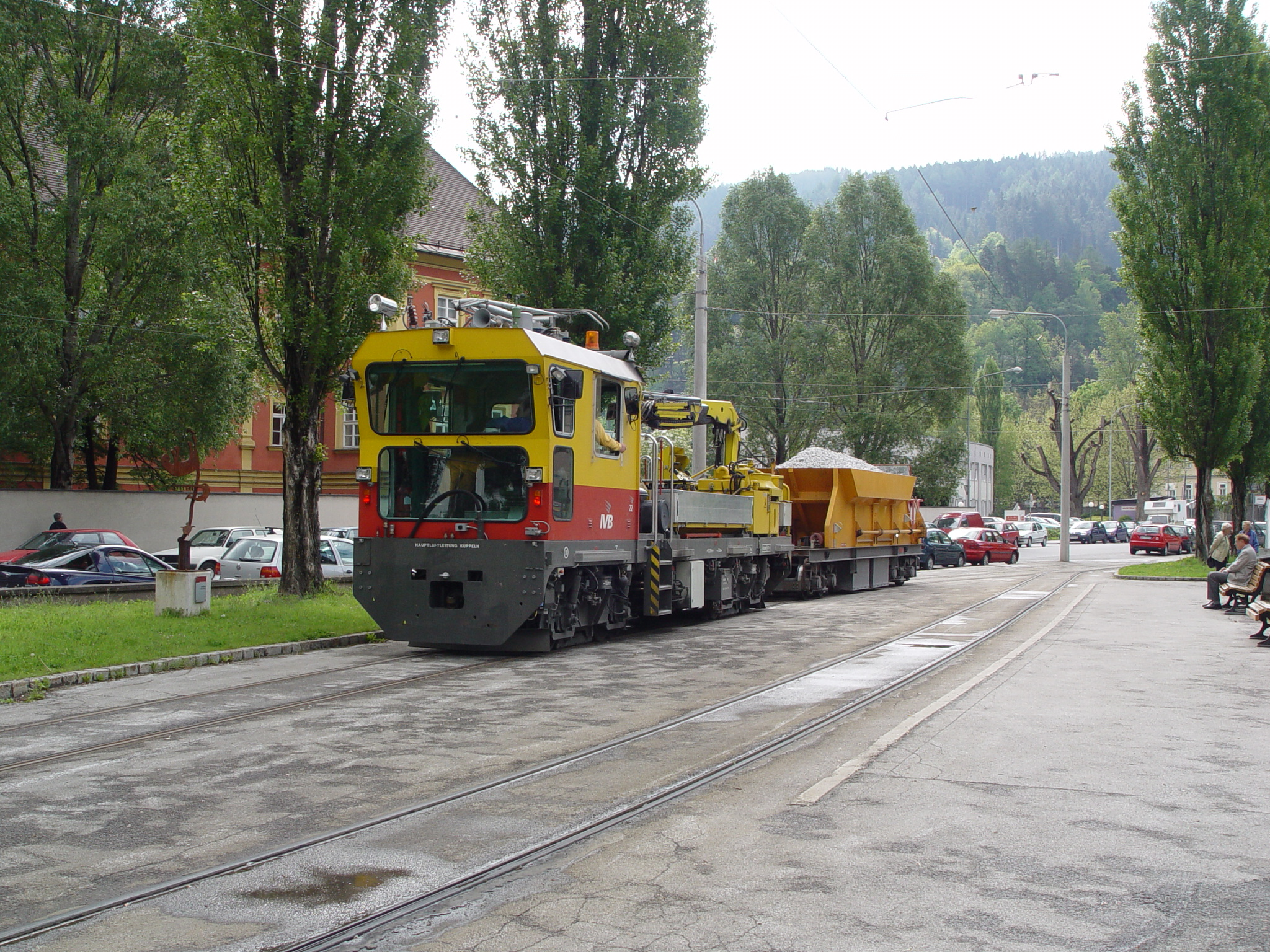
Abfahrbereiter Arbeitszug mit Gleisschotter im „neuen“ Bergiselbahnhof

2000 beschlossen die IVB, im Zuge des Regionalbahnkonzepts auch die Linie 6 wiederholt zu modernisieren und künftig ebenfalls mit modernen Niederflurwagen zu betreiben. Bereits 2003 fand deshalb eine Probefahrt mit einem geliehenen Niederflurfahrzeug der Type Flexity Outlook bis kurz vor die Station Lans statt. Die Station selbst konnte wegen des größeren Lichtraumbedarfs aber nicht passiert werden. Im Sommer 2005 wurden die Kurse der Linie 6 – bedingt durch vorbereitende Bauarbeiten für das Regionalbahnkonzept – erstmals seit 1987 nicht mehr bis in die Innenstadt geführt, seither verkehrt die Linie auch im Sommerfahrplan nur noch zwischen Bergisel und Igls. Auch die seit 1996 regelmäßig durchgeführten Nostalgiefahrten auf der Igler entfielen 2005, sie wurden bis heute nicht wieder aufgenommen. 2006 wurde schließlich in Vorbereitung auf den geplanten Einsatz der neuen Niederflurstraßenbahnen das Schotterbett der Überlandstrecke neu gestopft.
Am 29. Juli 2008 kam es zu schweren Unwetterschäden auf der Linie 6. Zwischen den Haltestellen Lans/Sistrans und Lanser See wurde der Bahndamm unterspült. In der Kehre oberhalb von Tantegert wurde durch umstürzende Bäume die Fahrleitung herabgerissen und bei der Haltestelle Schönruh wurden Erdbewegungen oberhalb der Bahnstrecke und eine Bewegung der Stützmauer festgestellt. Daraufhin wurde die Strecke für einige Monate geschlossen. Der Oberleitungsschaden war bereits nach wenigen Tagen behoben und der Bahndamm bei Lans konnte auch trotz einiger Probleme durch den instabilen Grund innerhalb von zwei Wochen saniert werden. Für die Schäden bei Schönruh musste allerdings erst ein Landesgeologe ein Gutachten erstellen, worauf Teile der Felsen oberhalb der Strecke entfernt, sowie die Stützmauer und die Felsen mit Betoninjektionen stabilisiert werden mussten. Die Streckensperre wurde genutzt, um auch einige andere kleinere Arbeiten auszuführen. So wurden bei Mühlsee Schwellen ausgetauscht und einige Haltestelleninseln saniert. Am 7. November 2008 konnte die Strecke feierlich wieder in Betrieb genommen werden. Seit Anfang März 2009 werden die Haltestellen der Mittelgebirgsbahn jeweils auf einer Seite umgebaut, so dass sie ein ebenes Einsteigen in die neuen Niederflurbahnen möglich wird. Da die neuen Fahrzeuge Zweirichtungsfahrzeuge sind, wird der Bahnsteig auf der zweiten Seite der Haltestellen (ausgenommen Tantegert) aufgelassen, da er nicht mehr benötigt wird.

##### Niederflureinsatz (ab 2009)

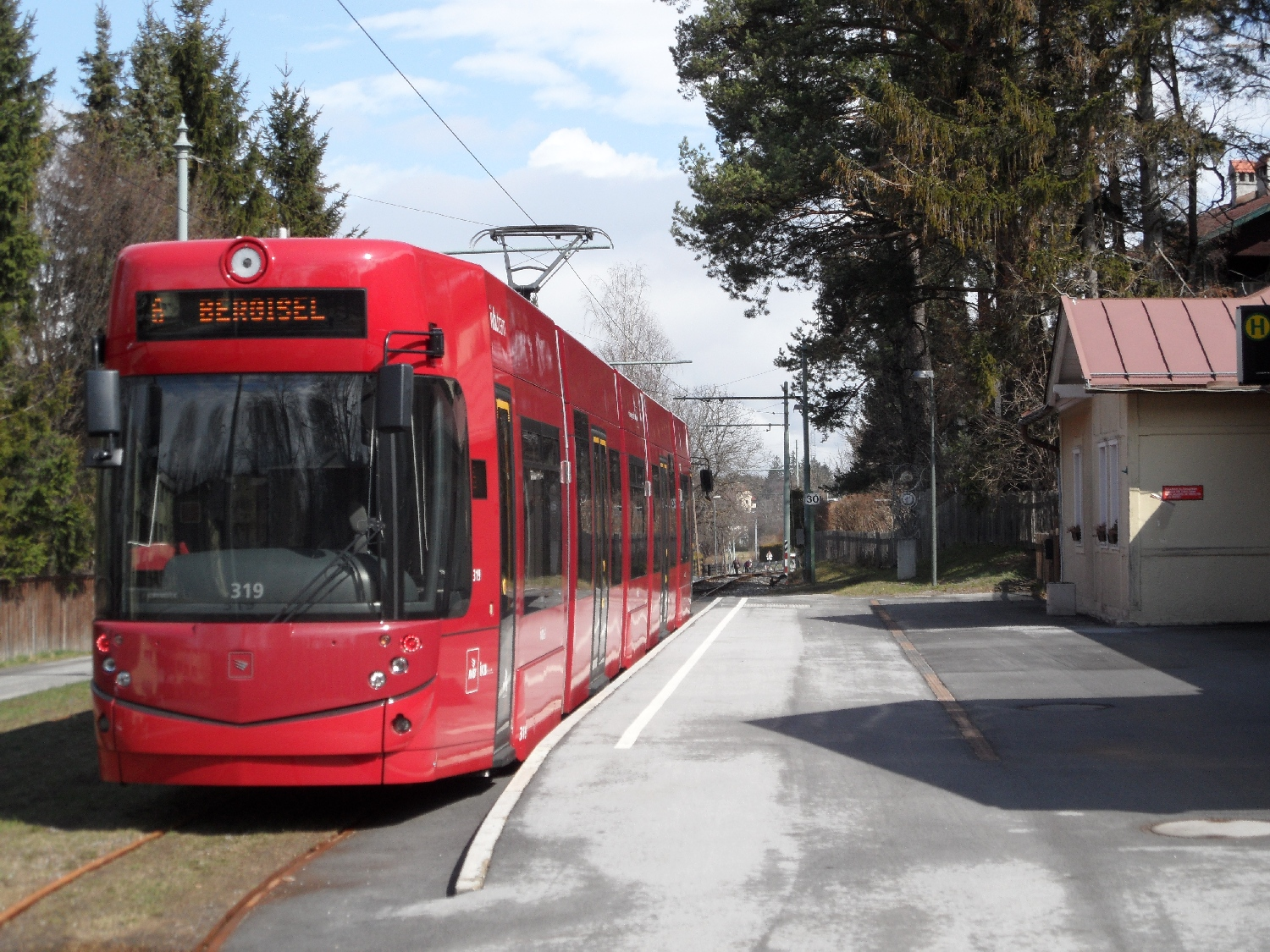
Niederfluriger Triebwagen 319 an der Endstation Igls, 2012

Seit Mitte Juli 2009 wird die Bahn mit Niederflurtriebwagen betrieben. Hierfür wurde der Transformator im Unterwerk Aldrans ausgetauscht, damit die Nennspannung auf 900 Volt (bis dahin 600 Volt) erhöht werden konnte, weil auf der Bergstrecke sonst bei einem Betrieb mit mehreren Triebwagen die Spannung zu stark absinkt. Um den Radverschleiß der Niederflurfahrzeuge geringer zu halten und die Lärmbelästigung im Bereich der Endhaltestelle Igls zu verringern, wird die Wendeschleife in Igls im Plandienst nicht mehr befahren. Der Zug fährt nun gerade am Bahnsteig ein, und der Fahrer muss den Führerstand wechseln. Für Sonderfahrten steht die Schleife nach wie vor zur Verfügung. Seit Februar 2011 ist das Bahnhofsbuffet geschlossen.
Ursprünglich war geplant, den Igler Bahnhof zu restaurieren und in seinen Ursprungszustand zu versetzen, allerdings fehlten hierfür die Pläne. Deswegen wurde er 2011 in Absprache mit dem Denkmalamt im Letztzustand restauriert. Seitdem steht das Bistro am Bahnhof leer. 2012 wurden auf längeren Streckenabschnitten Gleise und Schwellen sowie auch einzelne Oberleitungsmasten getauscht. Ende 2012 wurde das denkmalgeschützte Haltestellenhäuschen bei der Haltestelle Lanser See restauriert.
Seit 15. April 2013 werden auf der Strecke keine Downhill-Fahrräder mehr transportiert. In den Jahren zuvor entwickelte sich der Paschberg zu einem beliebten Downhill-Revier. Da allerdings ein Teil der Downhill-Fahrer auch über Privatgrund fuhren und dabei Flurschäden anrichteten, wurde auf Anweisung der Stadt Innsbruck der Transport von Downhill-Fahrrädern untersagt, was zu Protesten seitens der Downhill-Fahrer führte. Darüber hinaus wurde der Verkehr auf der Bahnstrecke auch von den Downhill-Fahrern beeinträchtigt. Neben teilweise stark verschmutzten und über die zulässige Maximalanzahl an Fahrrädern beladenen Garnituren, wurden auch Sprungrampen über die Gleise gebaut und die Bahnstrecke zum Teil auch als Downhill-Strecke verwendet.
Da die neuen Fahrzeuge einen sehr starken Schienenverschleiß nach sich zogen, wurden von Juli bis Oktober 2013 und 2014 Gleise in den Bögen getauscht, sowie ein Großteil der Schwellen zwischen Tantegert und Lanser See. Hierfür war die Strecke gesperrt und die Linie wurde im Schienenersatzverkehr betrieben.

##### Eingeschränkter Betrieb (2017–2024)
Wegen der defizitären Betriebssituation werden seit Anfang 2016 erneut diverse Zukunftsszenarien diskutiert, darunter eine komplette Einstellung der Strecke und ein Betrieb nur in den Sommermonaten Mai–Oktober, obwohl die Strecke die letzten Jahre zuvor aufwändig um mehrere Millionen Euro saniert worden ist.
Wegen Generalsanierung der Sillbrücke (Trienter Brücke) im Rahmen der Bauarbeiten für den Brennerbasistunnel wurde die Strecke für sechs Monate zwischen Feber und August 2017 im Schienenersatzverkehr betrieben. Die Wiederinbetriebnahme erfolgte am 5. August 2017.
Die Planungen über den eingeschränkten Betrieb konkretisierten sich im Sommer 2017. Nachdem mehrere unterschiedliche Szenarien diskutiert wurden, erfolgte die Umstellung mit 11. September 2017: An Samstagen, Sonntagen, Feiertagen und Fenstertagen verkehrt die Linie 6 von 10:00 bis 19:00 Uhr in den Monaten Mai–September bzw. 10:00 bis 17:00 Uhr im Winterhalbjahr. Außerdem fährt ausschließlich an Schultagen ein einziges Zugpaar zwischen 6:30 und 7:30 Uhr. Im Zuge der Coronakrise wurde der Verkehr Mitte März 2020 komplett eingestellt. Um die Buslinie J nach Igls zu entlasten, wurde der Fahrbetrieb allerdings ab Mitte April wieder aufgenommen, wobei die Bahn die gesamte Woche über nach Sonntagsfahrplan verkehrt, womit wieder mehrere Züge am Tag eingesetzt werden. Mit Fahrplan ab Dezember 2021 verkehrt die Linie 6 samstags, sonntags und an Feiertagen sowie in den Schulferien sechs- bis neunmal von Bahnhof Innsbruck bis Bergisel, sowie an Schultagen einmal täglich in der Früh.

##### „Waldstraßenbahn“ (ab 2022)
Seit 2022 wird die Linie als „Waldstraßenbahn“ vermarktet. Nach einem sechsjährigen Ideenfindungsprozess in einer Arbeitsgruppe unter Mitwirkung der Innsbrucker Stadtpolitik, des Stadtteilausschußes Igls und der IVB wurde beschlossen, die Bahn wieder in die Stadt durchzubinden, sowie den Fahrplan auszuweiten. Der Beschluss wurde bereits Mitte 2023 gefällt, aber konnte nicht sofort umgesetzt werden, da zwei Weichen getauscht werden mussten, sowie neue elektrische Weichenantriebe und Weichensteuerungen beschafft werden mussten. Bei den Weichensteuerungen kam es zu einer Lieferverzögerung bis 2024. Deswegen wurde mit der Fahrplanumstellung im Dezember 2023 vorerst nur der Takt im 60 Minuten Intervall wieder auf den gesamten Tag ausgedehnt. Mit 14. Juni 2024 wird die Durchbindung in die Stadt aufgenommen und die Linie 6 in die Linie 1 integriert, womit stündlich ein Kurs der Linie 1 nicht am Bergisel wendet, sondern als Linie 6 nach Igls weiter fährt. Die Kreuzung der Bahnen findet im Straßenbahnnetz der Linie 1 statt.

### Spätere Planungen und Projektstudien
Es gab in der Vergangenheit vereinzelte Bestrebungen, die Bahnstrecke näher an die Orte Aldrans, Lans und Igls heranzuführen. So war bereits die Grundstücksablöse zur Verlängerung der Igler vom Bahnhof Igls ins zirka 500 m entfernte Ortszentrum in den 1950er Jahren vorbereitet. Die Trassenverlängerung ist noch im Flächenwidmungsplan des Stadtteils Igls eingetragen. In den 1980er Jahren erstellte die Universität Innsbruck eine Studie zur Neutrassierung der Bahn und untersuchte dabei mehrere Varianten. Wesentliches Ziel war es, das circa 100 Meter höher gelegene Gebiet ums Igler Badhaus zu erschließen, um die dort geplante und nun bereits errichtete Talstation des Olympiaexpresses (eines Sessellifts auf den Patscherkofel) an ein leistungsfähiges Nahverkehrsmittel anzubinden. Darüber hinaus erstellte der Architekt Hubert Prachensky eine Studie „Metro Alpin“ zur Errichtung einer Tunnelbahn im Paschberg als Ersatz für die Igler.

## Strecke

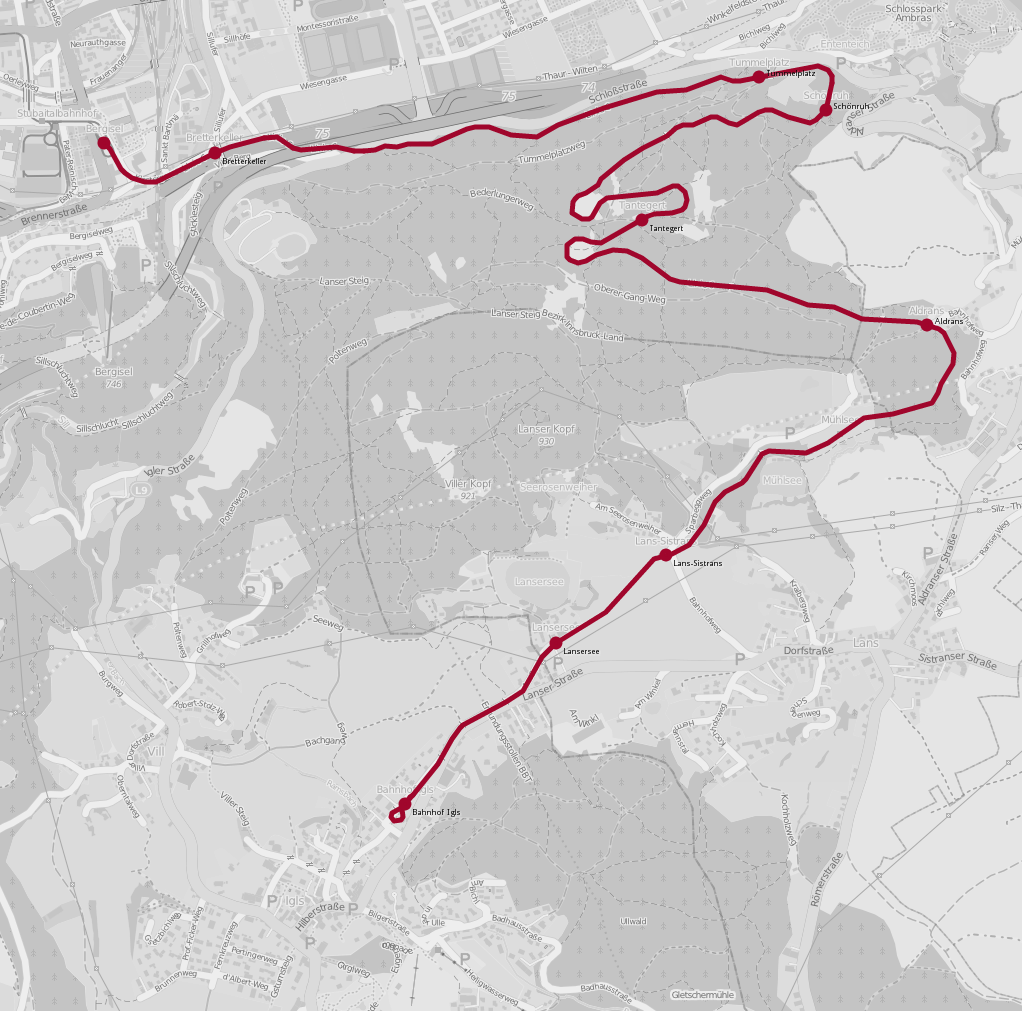
Strecke der Innsbrucker Mittelgebirgsbahn

In Innsbruck beginnt die Strecke am sogenannten Bergiselbahnhof, in dem der von Igls kommende Triebwagen spitz wendet. Früher befand sich hier der Betriebshof der Localbahn Innsbruck–Hall in Tirol, in dem neben den Fahrzeugen der Mittelgebirgsbahn auch diejenigen der Straßenbahn untergebracht waren. Heute noch besteht der zur Straßenbahn-Haltestelle umgewidmete ehemalige Bahnhof aus drei Gleisen – zwei in Richtung Igls sowie der Wendeschleife der Linie 1.
Aus dem Bergiselbahnhof ausfahrend, wird zunächst der Bahnsteig passiert, an dem früher die aus Igls kommenden Züge, die in die Stadt fuhren, hielten. In einer langgezogenen Kehre führt die Bahn anschließend am Kulturgasthaus Bierstindl vorbei, unterquert die Brennerbahn (inkl. der in Bau befindlichen Einfahrt in den Brennerbasistunnel), überquert neben der Inntal Autobahn die Sill und erreicht die Haltestelle Bretterkeller. Über eine Fußgängerbrücke ist von hier aus das gleichnamige Gasthaus zu erreichen. Von nun an geht es bergauf. Nach wenigen Metern überquert die Igler die Inntal Autobahn und fährt unter der Brücke der Brenner Autobahn hindurch. Nach der Unterquerung der Igler Straße befindet sich die Strecke im Wald des Paschberges. In der Unterführung sind die Isolatoren der Befestigung der Speiseleitung zu sehen. Nun folgt ein recht langes Stück mit einigen leichten Kurven, von wo aus immer wieder zwischen den Bäumen hindurch Innsbruck zu sehen ist. Von der Haltestelle Tummelplatz kann nach wenigen Minuten Fußweg das Schloss Ambras sowie den Landessöhne Gedächtnisfriedhof erreicht werden. Hier beginnt auch die Forstmeile, ein bei der Bevölkerung von Innsbruck beliebter Erlebniswanderweg mit zahlreichen Gymnastikstationen.
In einer langgezogenen Kehre wird der einzigen Tunnel der Linie 6 durchfahren und die Haltestelle Schönruh erreicht. Die relativ geräumige, flache und gerade Anlage ist  konstruktiv für die Anlage einer ursprünglich geplanten Ausweiche ausgelegt. Schönruh verfügte über ein unter Denkmalschutz stehendes Wartehäuschen, das sein Aussehen seit 1900 kaum verändert hat, allerdings brannte dieses zirka Mitte Mai 2007 ab. Nachdem die Haltestelle beim Umbau für die Niederflurfahrzeuge leicht talwärts verlegt worden ist, besteht keine Notwendigkeit mehr, diesen Wetterschutz wieder aufzubauen. Anschließend setzt sich die Kehre fort, und die Bahn wendet sich gegen Westen. Bis zur nächsten großen Kurve ist von hier der Friedhof zu sehen. Immer wieder kreuzen Wanderwege die Bahnstrecke. Nach zehn Minuten Fahrzeit ab Bergisel und einer weiteren Kehre folgt die Ausweiche Tantegert. Früher kreuzten hier alle 30 Minuten die Züge. Am Rand der Station steht ein Bahnwärterhäuschen, das heute als Wochenendhaus dient. Nach der nächsten Kehre gelangt man zu einem relativ langen, geraden Streckenstück. Hier wurde die Strecke im Laufe der Zeit begradigt, um die Fahrzeit zu verkürzen. Einige Kurven später kommt die Haltestelle Aldrans. Das dortige Wartehäuschen wurde beim Einbau des Umformers modernisiert. Nach einer langgezogenen Kehre und einigen langgezogenen Bögen verlässt die Bahn den Wald und erreicht die Haltestelle Mühlsee. Auch an dieser Haltestelle, die über ein weitgehend unverändert erhaltenes Wartehäuschen verfügt, war eine Ausweiche geplant.
Den Hang weiter ansteigend erreicht die Bahn nach wenigen Kurven die Haltestelle Lans-Sistrans auf dem Plateau des Paschberges. Das Wartehäuschen wurde in den 1980er Jahren durch einen Betonunterstand ersetzt. Weiter geht es in einem langgezogenen Bogen zur Haltestelle Lanser See. Hier steigen im Sommer viele Fahrgäste aus und gehen zum Badesee oder wandern über den Paschberg zurück nach Innsbruck. Trotz einiger Umbauten hat das Wartehäuschen seinen ursprünglichen Charakter bewahrt. Wenige Minuten später wird die Endstation Igls erreicht, wo das Empfangsgebäude aus dem Jahr 1900 erhalten blieb. Die Wendeschleife wurde früher entgegen dem Uhrzeigersinn befahren. Heute wendet der Triebwagen spitz und hält vor dem Bahnhofsbistro neben der Wartehalle. Nur Nostalgie- und Bauzüge durchfahren bisweilen die Schleife. Von hier führt ein kurzer Fußweg zum Ortskern von Igls; weitere fünf Minuten sind es zur Patscherkofelbahn.
Angesichts der Streckenführung sowie der Tatsache, dass die Bahn früher nur im Sommer bedient wurde, hat die Mittelgebirgsbahn den Charakter einer Ausflugsbahn. Im Gegensatz dazu fahren die meisten Pendler aus Igls mit dem Bus nach Innsbruck. Touristen und Ausflügler bevorzugen die Bahnstrecke, vor allem aufgrund ihrer Nähe zum Schloss Ambras und zu den Wanderwegen des Paschbergs. Der Freizeitcharakter der Bahn wird zusätzlich durch die seit 1996 bestehende Möglichkeit zur Fahrradmitnahme verstärkt, was zu einer Erhöhung der Fahrgastzahlen führte.

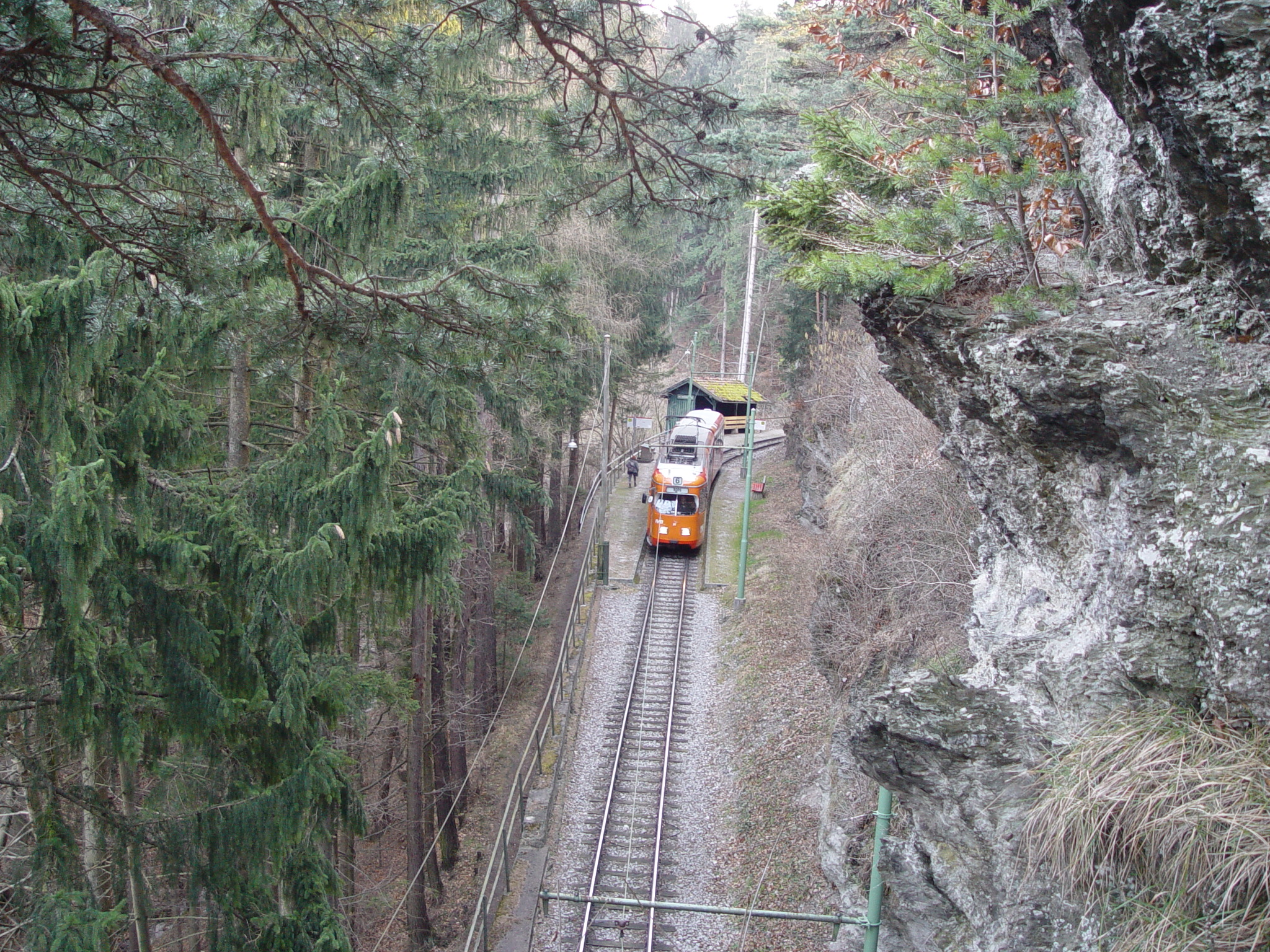
Der ehemalige Bielefelder Triebwagen 51 in der Haltestelle Schönruh
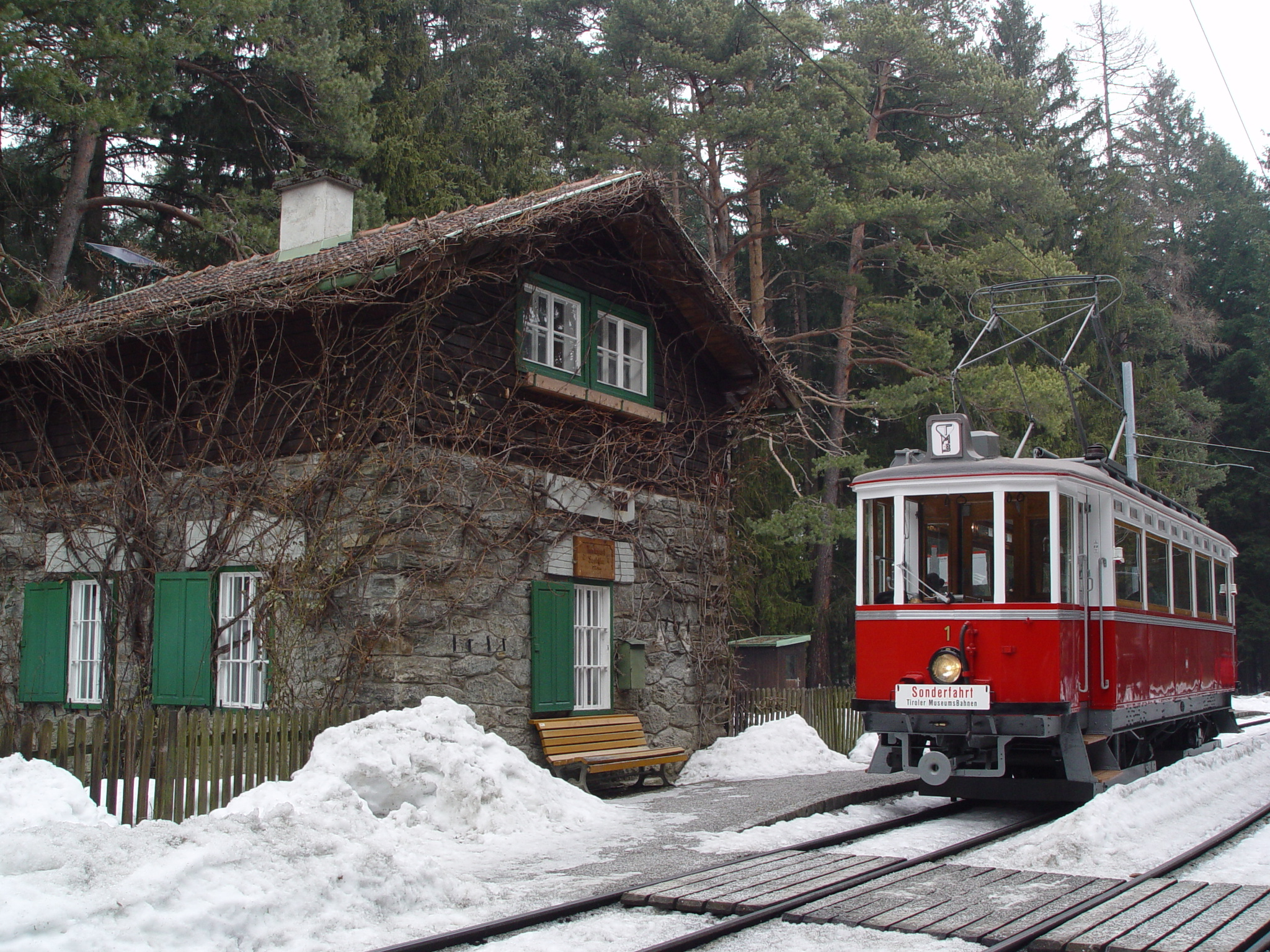
Tantegert im Winter mit Haller Triebwagen 1
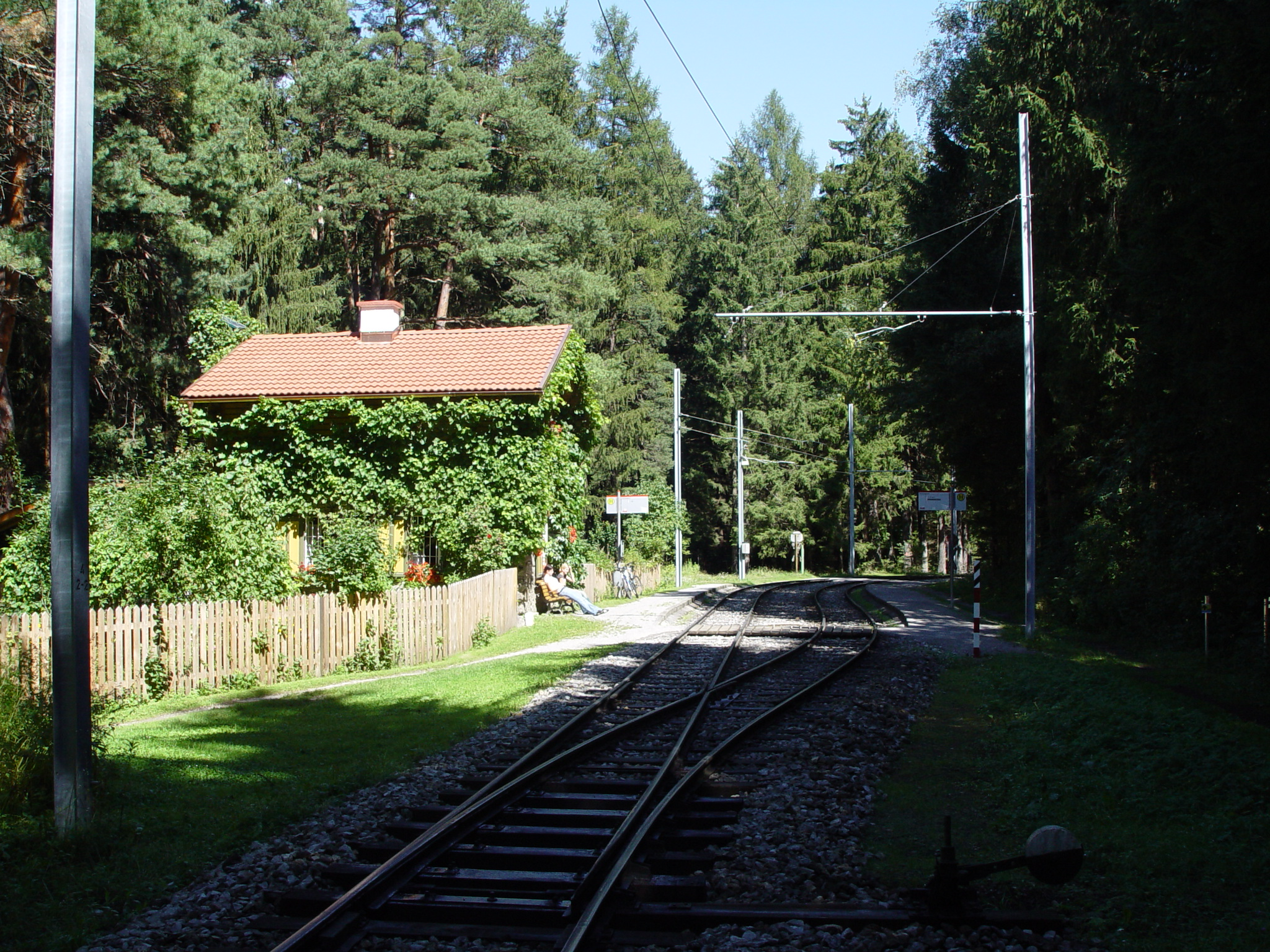
Ausweiche Tantegert im Sommer
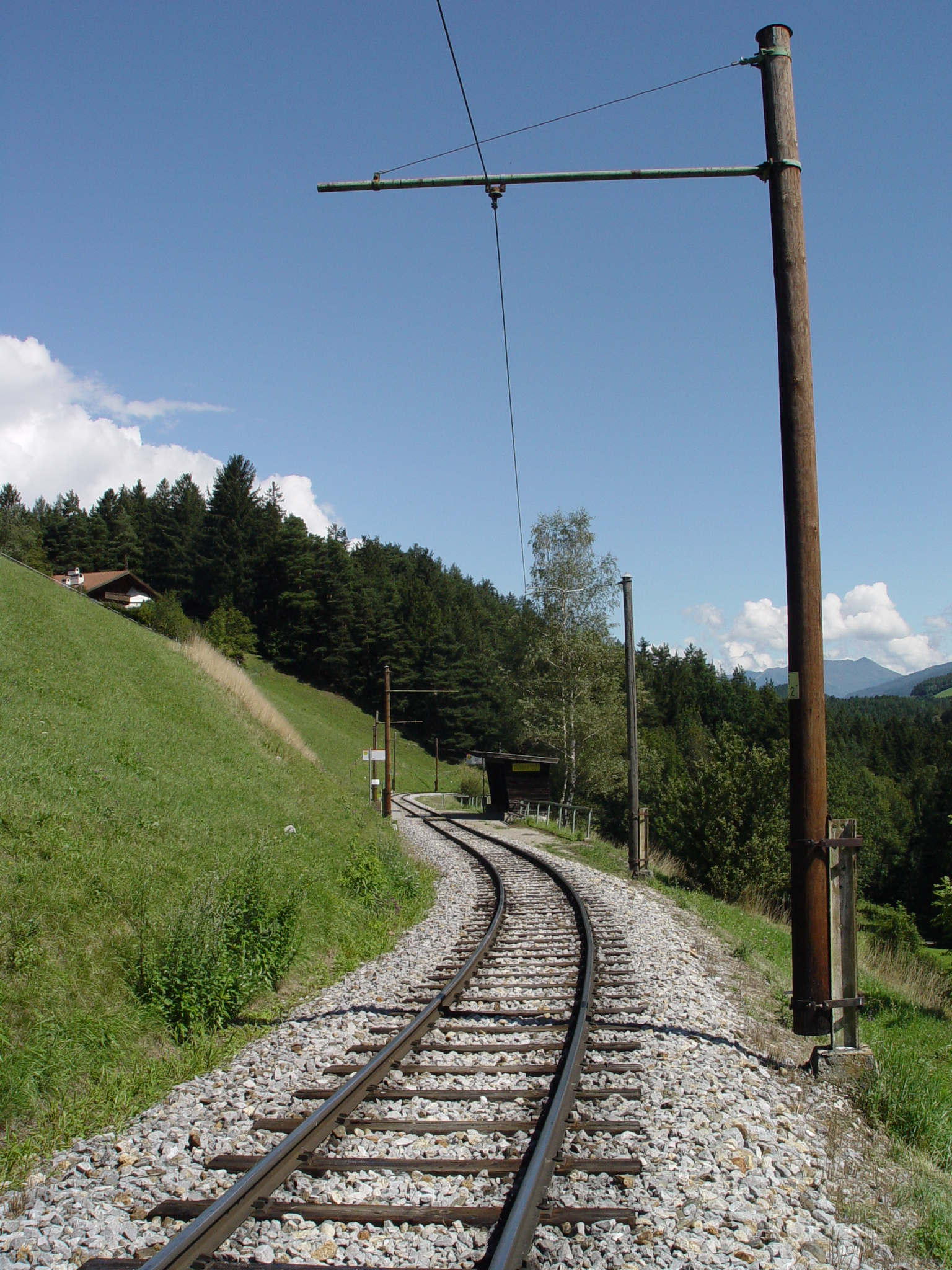
Haltestelle Mühlsee
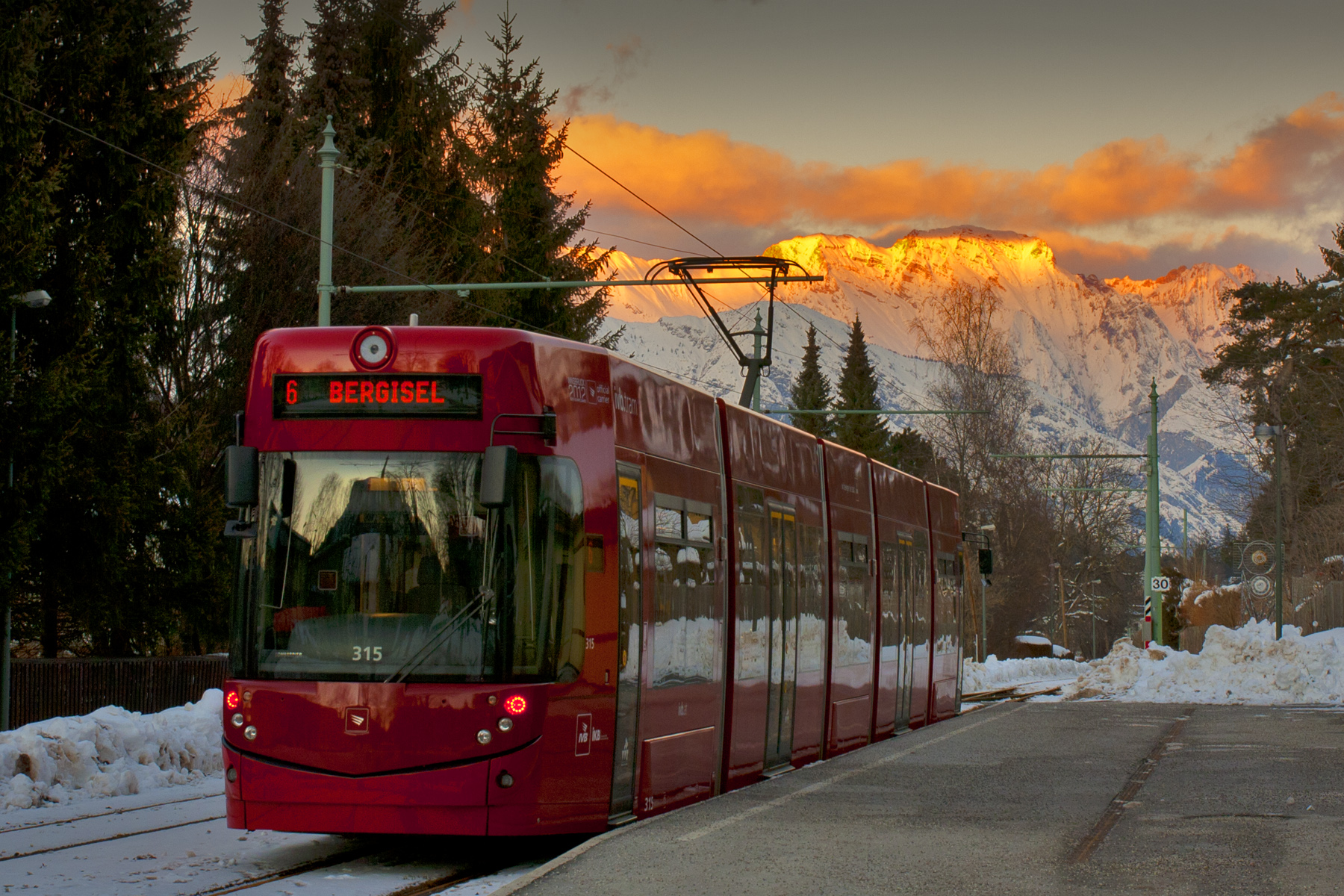
Triebwagen 315 an der Endstation in Igls
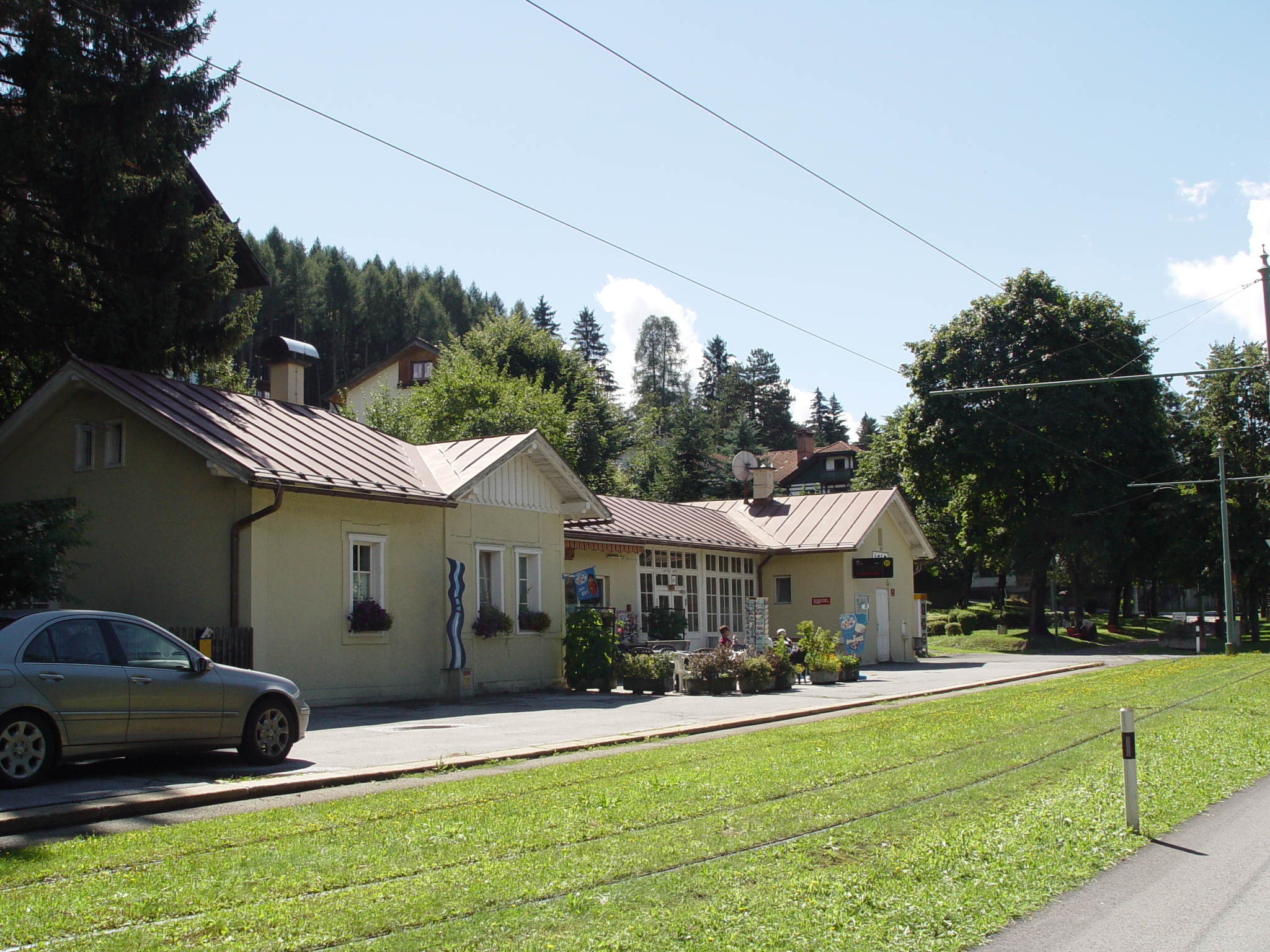
Empfangsgebäude des Bahnhofs Igls

## Fuhrpark

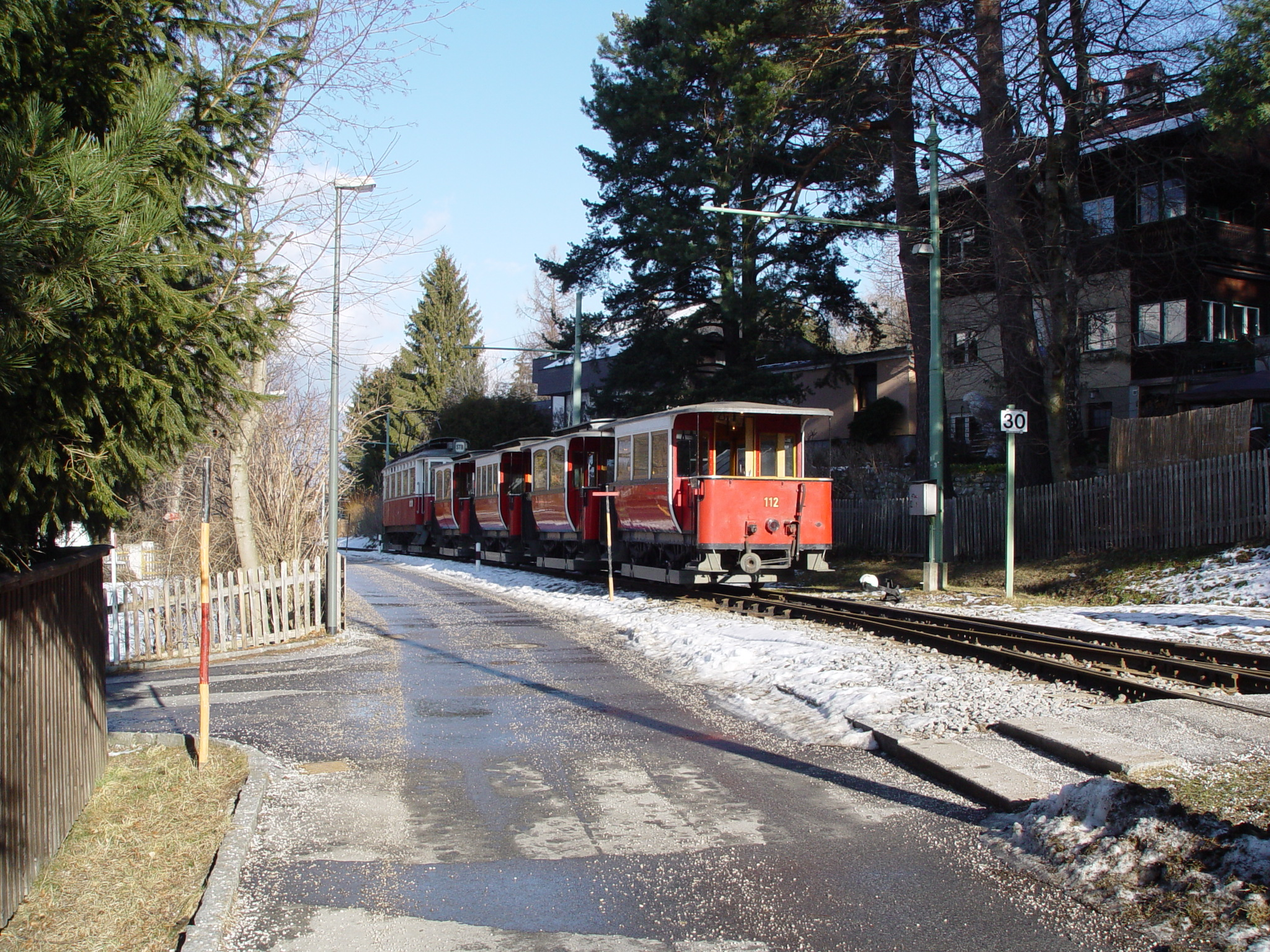
Fünfwagenzug verlässt Igls (2007)

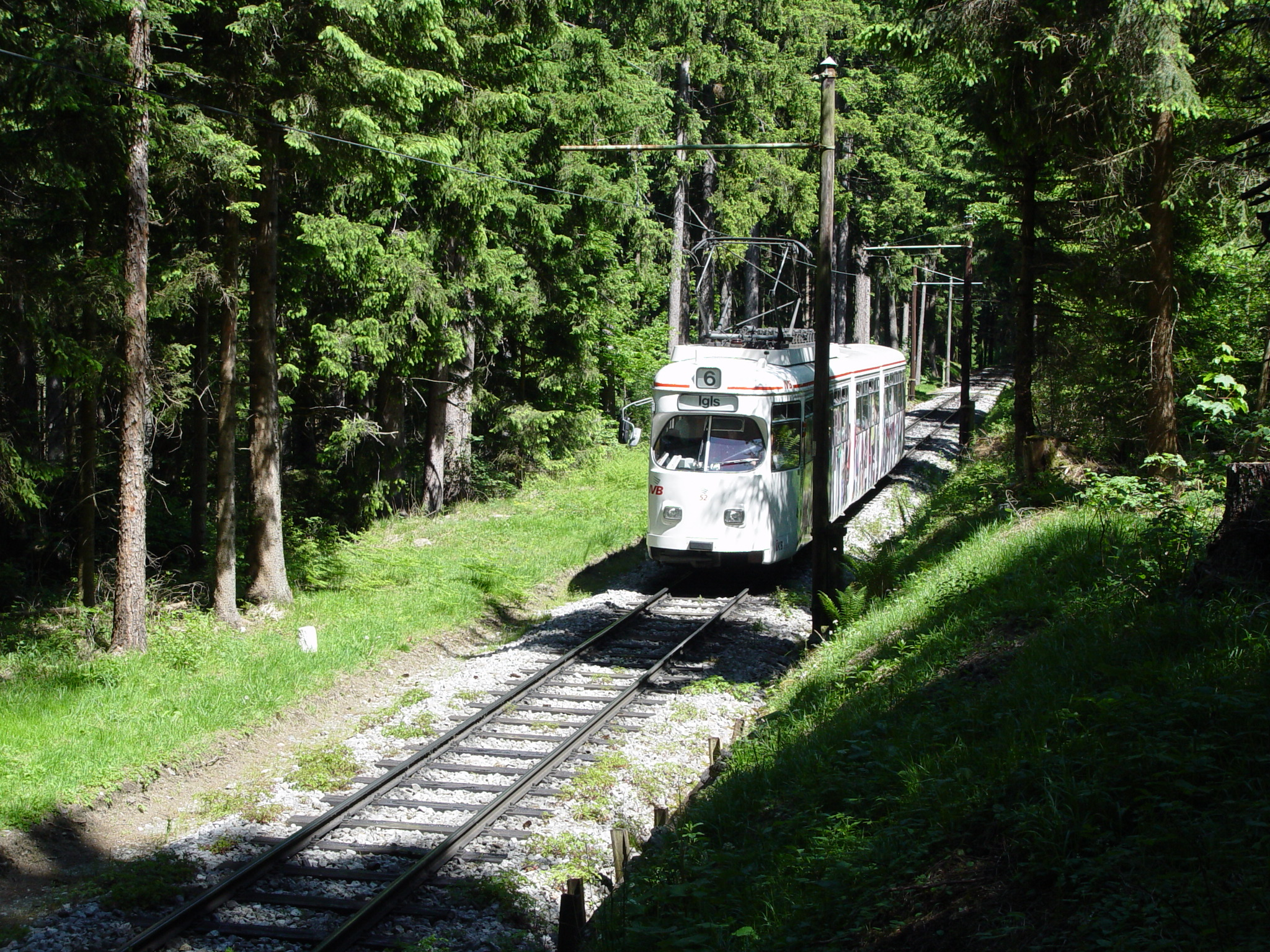
Triebwagen 52 am Weg nach Tantegert

Aufgrund der Gefällstrecke hatte die Innsbrucker Mittelgebirgsbahn einen typischen Fuhrpark. Die Beiwagen mussten beim elektrischen Betrieb mit Solenoidbremsen ausgerüstet sein, was nur auf die Igler und einige Haller Beiwagen zutraf. Außerdem wurden starke Motoren und Bremswiderstände benötigt. Ersteres hatten nicht alle Haller Triebwagen, letzteres hatten die Stadttriebwagen nicht. Allerdings wurde die Strecke vom Bergisel bis zur Kreuzung mit der Iglerstraße in der Geschichte immer wieder für Testfahrten herangezogen. Die alten Holzkastentriebwagen wurden ab 1981 zunächst durch ehemalige Hagener Triebwagen und schließlich ab 1986 durch ehemalige Bielefelder Triebwagen ersetzt, die speziell für die Bergstrecke mit stärkeren Widerständen ausgestattet wurden. Ein Ereignis, welches zahlreiche Eisenbahnliebhaber anlockte und ein großes Medienecho in Fachkreisen bewirkte, war die Fahrt eines Lohner-Triebwagens nach Igls am 20. Januar 2007 anlässlich seines 40. Geburtstags, da er über zu schwache Widerstände für den Plandienst verfügt und deswegen noch nie in Igls anzutreffen war. Auch „verirrten“ sich immer wieder andere Fahrzeuge auf diese Strecke.
Seit Mitte 2009 wird die Linie mit Niederflurfahrzeugen der Innsbrucker Straßenbahn betrieben. Da alle Niederflurtriebwagen über die gleiche technische Ausstattung verfügen, können alle Fahrzeuge des aktuellen Fuhrparks hier eingesetzt werden.
Fahrzeuge auf der Innsbrucker Mittelgebirgsbahn:
- Flexity Outlook („Cityrunner“), Nr. 301–326
- „Igler-Dampflok“, Nr. 1–3
- Vierachsige „Haller-Triebwagen“, Nr. 1–8
- „Ex-Bielefelder“ Gelenktriebwagen, Nr. 31–42 und 51–53
- „Ex-Hagener“ Gelenktriebwagen, Nr. 81–88
- Zweiachsige „Igler Beiwagen“, Nr. 101–112
- Zweiachsige „Meraner Beiwagen“, Nr. 146–147
- Igler Güterwagen
- „Kleine Schneekehre“, Nr. 200
- Diesel-Arbeitstriebwagen, Nr. 22